# 양석정
양석정(1970년 1월 18일 ~ )은 대한민국의 남자 성우다. 1988년 연극배우 첫 데뷔한 그는 대한민국 해병대 사병으로 복무하였고 1999년 KBS 27기 공채 성우로 정식 데뷔했다.

## 수상 경력
- 2007년 KBS 라디오 연기대상 (외화 부분 - 신인 남자 연기상)
- 2015년 KBS 라디오 연기대상 (최우수 연기상)[1]

## 출연 작품

### 외화

#### 전담 배우
| 배우          | 영화 제목                 | 배역          | 방송사 |
| ------------- | ------------------------- | ------------- | ------ |
| 콜린 패럴     | 폰 부스                   | 스튜          | KBS    |
| 콜린 패럴     | 킬러들의 도시             | 레이          | KBS    |
| 콜린 패럴     | 마이너리티 리포트         | 위트워        | KBS    |
| 제러미 레너   | 허트 로커                 | 제임스        | KBS    |
| 제러미 레너   | 미션 임파서블: 로그네이션 | 윌리엄 브랜트 | KBS    |
| 마크 월버그   | 쓰리 킹즈                 | 트로이        | KBS    |
| 마크 월버그   | 파이터                    | 미키 워드     | KBS    |
| 마크 월버그   | 퍼펙트 스톰               | 바비          | KBS    |
| 마크 월버그   | 디파티드                  | 디그넘        | KBS    |
| 마크 월버그   | 인피니트                  | 에반 미첼     | KBS    |
| 저우제룬      | 이니셜D                   | 타쿠미        | KBS    |
| 저우제룬      | 말할 수 없는 비밀         | 예샹룬        | KBS    |
| 이소룡        | 정무문                    | 진진          | KBS    |
| 이소룡        | 맹룡과강                  | 당룡          | KBS    |
| 나빈 앤드루스 | 로스트                    | 사이드        | KBS    |
| 나빈 앤드루스 | 신부와 편견               | 발라지        | KBS    |
| 나빈 앤드루스 | 마이티 조 영              | 핀디          | KBS    |

#### 영화
| 날짜 | 제목                                   | 방송사        | 배역                  | 배우                              | 주연 |
| ---- | -------------------------------------- | ------------- | --------------------- | --------------------------------- | ---- |
| 2002 | 식스 센스                              | KBS           | 남자 유령             | 토니 도넬리                       |      |
| 2002 | 머펫의 크리스마스 캐롤                 | KBS           | 청년 스크루지         |                                   |      |
| 2002 | 몰래츠                                 | KBS           | 새넌                  | 벤 애플렉                         |      |
| 2002 | 북경 자전거                            | KBS           |                       |                                   |      |
| 2002 | 스컬스                                 | KBS           |                       |                                   |      |
| 2002 | 딥 라이징                              | KBS           | 멀리건                | 제이슨 플레밍                     |      |
| 2003 | 뉴저지 드라이브                        | KBS           | 제이슨                |                                   | ✔    |
| 2003 | A.I.                                   | KBS           | 조                    | 주드 로                           |      |
| 2003 | 길로틴 트래지디                        | KBS           | 군인                  |                                   |      |
| 2003 | 왝 더 독                               | KBS           | 남자 앵커 외          |                                   |      |
| 2003 | 퀵 앤 데드                             | KBS           | 소년 / 엘렌의 아버지  | 제리 스윈달 / 게리 시나이즈       |      |
| 2003 | 오픈 유어 아이즈                       | KBS           |                       |                                   |      |
| 2003 | 007 골든아이                           | KBS           | 보리스                | 알란 커밍                         |      |
| 2004 | 남편이 어려졌어요                      | KBS           | 다니엘                |                                   |      |
| 2004 | 보일러 룸                              | KBS           |                       |                                   |      |
| 2004 | 봉주르 무슈 슐로미                     | KBS           | 슐로미                |                                   | ✔    |
| 2004 | 그녀에게                               | KBS           | 베니그노              | 하비에 카마라                     | ✔    |
| 2004 | 존 큐                                  | KBS           | 미치                  | 숀 하토시                         |      |
| 2004 | 쥬라기 공원 3                          | KBS           | 빌리                  | 알렉산드로 니볼라                 |      |
| 2004 | 패닉 룸                                | KBS           | 주니어                | 자레드 레토                       |      |
| 2004 | 쉘 위 댄스                             | KBS           | 탐정 조수             |                                   |      |
| 2004 | 역                                     | KBS           |                       |                                   |      |
| 2004 | 제이콥의 거짓말                        | KBS           |                       |                                   |      |
| 2004 | 러브레터                               | SBS           | 지니                  | 톰 에버렛 스콧                    |      |
| 2004 | 사운드 오브 뮤직                       | SBS           | 랄프                  | 다니엘 트러히티                   |      |
| 2005 | 굿바이 레닌                            | KBS           | 알렉스                | 다니엘 브륄                       | ✔    |
| 2005 | 멕시칸                                 | KBS           | 제리                  | 브래드 피트                       | ✔    |
| 2005 | 키핑 더 페이스                         | KBS           | 브라이언              | 에드워드 노튼                     | ✔    |
| 2005 | 알츠하이머 케이스                      | KBS           | 빙케                  | 코엔 드 보우                      |      |
| 2005 | 리멤버 타이탄                          | KBS           | 로니                  | 킵 파듀                           |      |
| 2005 | 마이티 조 영                           | KBS           | 핀디                  | 나빈 앤드루스                     |      |
| 2005 | 신부와 편견                            | KBS           | 발라지                | 나빈 앤드루스                     |      |
| 2005 | 와호장룡                               | KBS           | 나소호                | 장진                              |      |
| 2005 | 춤추는 대수사선 THE MOVIE              | KBS           | 마시타 세이기         | 유스케 산타마리아                 |      |
| 2005 | 못말리는 가족                          | KBS           | 티노                  |                                   |      |
| 2005 | 미로                                   | KBS           | 말릭                  | 토머 시슬리                       |      |
| 2005 | 해리 포터와 불의 잔                    | 극장 개봉 SBS | 케드릭 디고리         | 로버트 패틴슨                     |      |
| 2005 | 스워드 피쉬                            | SBS           |                       |                                   |      |
| 2005 | 하프 어 챈스                           | SBS           |                       |                                   |      |
| 2006 | 늑대의 제국                            | KBS           | 로랑 형사             | 필립 바                           |      |
| 2006 | 해바라기                               | KBS           | 장항양                |                                   |      |
| 2006 | 나쁜 녀석들                            | KBS           |                       |                                   |      |
| 2006 | 텍사스 레인저                          | SBS           | 링컨 로저스 더니슨    | 제임스 밴 더 빅                   | ✔    |
| 2006 | 매드맥스 2                             | SBS           | 토디                  | 맥스 핍스                         |      |
| 2006 | 에너미 오브 스테이트                   | SBS           |                       |                                   |      |
| 2006 | 파인딩 포레스터                        | SBS           |                       |                                   |      |
| 2007 | 이니셜D                                | KBS           | 타쿠미                | 저우제룬                          | ✔    |
| 2007 | 폰 부스                                | KBS           | 스튜                  | 콜린 패럴                         | ✔    |
| 2007 | 스타 워즈 에피소드 1: 보이지 않는 위험 | KBS           | 오비완 케노비         | 이완 맥그리거                     |      |
| 2007 | 스타 워즈 에피소드 2: 클론의 습격      | KBS           | 오비완 케노비         | 이완 맥그리거                     |      |
| 2007 | 소피 숄의 마지막 날들                  | KBS           | 한스 숄               | 파비안 힌리히스                   |      |
| 2007 | 울어야 사는 여자                       | KBS           | 윌슨                  | 에릭 퀴즌                         |      |
| 2007 | 네이키드 웨폰                          | SBS           | 잭 첸                 | 오언조                            | ✔    |
| 2007 | 폭로                                   | SBS           | 필립 블랙번           | 딜런 베이커                       |      |
| 2007 | 킬 빌                                  | SBS           | 보안관                | 제임스 팍스                       |      |
| 2008 | 말할 수 없는 비밀                      | KBS           | 예샹룬                | 저우제룬                          | ✔    |
| 2008 | 블러프                                 | KBS           | 니콜라스              | 페데리코 로루소                   | ✔    |
| 2008 | 에스토마고                             | KBS           | 노나타                | 호아오 미구엘                     | ✔    |
| 2008 | 엘리트 스쿼드                          | KBS           | 나씨멘투 경감         | 바그네르 모라                     | ✔    |
| 2008 | 스콜피온                               | KBS           | 안젤로                | 클로비 코르니악                   | ✔    |
| 2008 | 천국의 책방 - 연화                     | KBS           | 겐타                  | 타마야마 테츠지                   | ✔    |
| 2008 | 향수: 어느 살인자의 이야기             | KBS           | 그루누이              | 벤 위쇼                           | ✔    |
| 2008 | 박사가 사랑한 수식                     | KBS           | 루트                  | 요시오카 히데타가                 | ✔    |
| 2008 | 러브 체인지                            | KBS           | 카를로                | 예브게니 스티치킨                 |      |
| 2008 | 영광의 아이들                          | KBS           | 티비 바모스           | 산도르 크자니                     |      |
| 2008 | 오프사이드                             | KBS           | 군인                  |                                   |      |
| 2008 | 나이트 플라이트                        | SBS           | 잭슨 리프너           | 킬리언 머피                       | ✔    |
| 2008 | 러브 인 아프리카                       | SBS           | 발터                  | 메랍 니니트쩨                     | ✔    |
| 2008 | 아이덴티티                             | SBS           | 검사 / 래리           | 존 호크스                         |      |
| 2008 | 캥거루 잭                              | SBS           | 스미스                | 마튼 크소카스                     |      |
| 2009 | 달은 어디에 떠 있는가                  | KBS           | 강충남 / 타다오       | 기시타니 고로                     | ✔    |
| 2009 | 비커밍 제인                            | KBS           | 톰 리프로이           | 제임스 매커보이                   | ✔    |
| 2009 | 쿼바디스 도미네                        | KBS           | 비키니우스            | 파벨 델라그                       | ✔    |
| 2009 | 카핑 베토벤                            | KBS           | 마틴 바우어           | 매슈 구드                         |      |
| 2009 | 버티칼 리미트                          | SBS           | 스킵 테일러           | 로버트 테일러                     |      |
| 2010 | 킬러들의 도시                          | KBS           | 레이                  | 콜린 패럴                         | ✔    |
| 2010 | 파르나서스 박사의 상상극장             | KBS           | 토니                  | 히스 레저                         |      |
| 2010 | 카운터피터                             | KBS           | 부르거                | 오거스트 딜                       |      |
| 2010 | 미스 에이전트2                         | SBS           | 월터 콜린스           | 트리트 윌리엄스                   |      |
| 2011 | 불의 전차                              | KBS           | 해럴드 에이브러햄스   | 벤 크로스                         | ✔    |
| 2011 | 허트 로커                              | KBS           | 제임스                | 제러미 레너                       | ✔    |
| 2011 | 8인: 최후의 결사단                     | KBS           | 아사                  | 사정봉                            |      |
| 2011 | 아프리카 마법여행                      | 극장 개봉작   | 불의 정령             |                                   |      |
| 2012 | 파이터                                 | KBS           | 미키 워드             | 마크 월버그                       | ✔    |
| 2012 | 쓰리킹즈                               | KBS           | 트로이                | 마크 월버그                       | ✔    |
| 2012 | 디파티드                               | KBS           | 디그넘                | 마크 월버그                       |      |
| 2012 | 마이너리티 리포트                      | KBS           | 위트워                | 콜린 패럴                         |      |
| 2012 | 아이언 맨 2                            | KBS           | 저스틴 해머           | 샘 록웰                           |      |
| 2012 | 아이 엠 러브                           | 채널A         | 에도아르도 주니어     | 플라비오 파렌티                   |      |
| 2013 | 센스 앤 센서빌리티                     | KBS           | 존 윌러비             | 그레그 와이즈                     |      |
| 2014 | 정무문                                 | KBS           | 진진                  | 이소룡                            | ✔    |
| 2014 | 맹룡과강                               | KBS           | 당룡                  | 이소룡                            | ✔    |
| 2014 | 퍼펙트 스톰                            | KBS           | 바비                  | 마크 월버그                       | ✔    |
| 2014 | 퍼블릭 에너미                          | KBS           | 멜빈 퍼비스           | 크리스찬 베일                     |      |
| 2014 | 노예 12년                              | KBS           | 에드윈 앱스           | 마이클 패스벤더                   |      |
| 2015 | 분노의 질주: 더 오리지널               | KBS           | 브라이언 오코너       | 폴 워커                           | ✔    |
| 2015 | 분노의 질주: 언리미티드                | KBS           | 브라이언 오코너       | 폴 워커                           | ✔    |
| 2015 | 아메리칸 셰프                          | KBS           | 마틴 / 마빈           | 존 레귀자모, 로버트 다우니 주니어 |      |
| 2016 | 터미네이터 제니시스                    | KBS           | 카일 리스             | 제이 코트니                       | ✔    |
| 2017 | 미션 임파서블: 로그네이션              | KBS           | 윌리엄 브랜트         | 제러미 레너                       |      |
| 2017 | 스포트라이트                           | KBS           | 마이크                | 마크 러팔로                       | ✔    |
| 2020 | 미션 임파서블: 폴아웃                  | KBS           | 어거스트 워커         | 헨리 카빌                         |      |
| 2022 | 킬러의 보디가드 2                      | KBS           | 마그누손 / 블라드미르 | 톰 호퍼 / 드라간 미카노비치       |      |
| 2022 | 토르: 러브 앤 썬더                     |               | 고르                  | 크리스찬 베일                     |      |

#### 드라마
| 날짜 | 제목                              | 방송사     | 배역                                                                  | 배우                  | 주연 |
| ---- | --------------------------------- | ---------- | --------------------------------------------------------------------- | --------------------- | ---- |
| 2002 | 스필버그의 어메이징 스토리        | KBS        |                                                                       |                       |      |
| 2004 | 로스트 시즌 1                     | KBS        | 사이드 자라                                                           | 나빈 앤드루스         |      |
| 2004 | 영웅 이아손과 아르고호의 모험     | KBS        | 아카토스                                                              |                       |      |
| 2005 | 칭기즈칸                          | KBS        | 오고타이 / 구차르크 / 진해 / 호사호                                   |                       |      |
| 2005 | 그레이 아나토미 시즌 1            | KBS        | 환자 / 행크 (5회)                                                     |                       |      |
| 2005 | 블라인드 저스티스 시즌 1          | KBS        | 보 매터슨 (13회)                                                      |                       |      |
| 2005 | 대마법사 멀린                     | KBS        | 모드레드                                                              | 제이슨 돈             |      |
| 2005 | 원더폴스(Wonderfalls)             | TBC, TJB   |                                                                       |                       |      |
| 2005 | 아라비안 나이트                   | TBC        |                                                                       |                       |      |
| 2006 | 로스트 시즌 2                     | KBS        | 사이드 자라                                                           | 나빈 앤드루스         |      |
| 2006 | 찰리 제이드                       | KBS        | 01박서                                                                | 마이클 필리포우치     |      |
| 2007 | 로스트 시즌 3                     | KBS        | 사이드 자라                                                           | 나빈 앤드루스         |      |
| 2007 | 어스시의 마법사                   | KBS        | 게드                                                                  | 숀 애슈모어           | ✔    |
| 2007 | 호텔 바빌론 시즌 1                | KBS        | 찰리 에드워즈                                                         | 맥스 비슬리           | ✔    |
| 2007 | 닥터 후 시즌 3                    | KBS        | 윌리엄 셰익스피어 래리 나이팅게일 빌리 쉬프턴 (3회, 11회)             |                       |      |
| 2007 | 프리즌 브레이크 시즌 1            | SBS        | 링컨 버로스                                                           | 도미닉 퍼셀           |      |
| 2007 | 닥터 하우스 시즌 1                | SBS        | 존 (18회)                                                             |                       |      |
| 2007 | 세계 명작 드라마 빛을 그린 사람들 | EBS        | 마네                                                                  |                       |      |
| 2008 | 로스트 시즌 4                     | KBS        | 사이드 자라                                                           | 나빈 앤드루스         |      |
| 2008 | 프리즌 브레이크 시즌 2            | SBS        | 링컨 버로스                                                           | 도미닉 퍼셀           |      |
| 2008 | EBS 가족극장 - 데이비드를 찾아서  | EBS        | 데이비드 디턴                                                         | 빌리 에런 브라운      |      |
| 2008 | EBS 가족극장 - 레슬링 소년 제이스 | EBS        | 존                                                                    | 빌리 에런 브라운      |      |
| 2009 | 로스트 시즌 5                     | KBS        | 사이드 자라                                                           | 나빈 앤드루스         |      |
| 2009 | 마법사 멀린 시즌 1                | KBS        | 아서                                                                  | 브래들리 제임스       | ✔    |
| 2010 | 콜드 케이스 시즌 1                | KBS        | 카인트 외 (6, 11, 12, 13, 15, 19, 20, 23회)                           |                       |      |
| 2011 | 대지의 기둥                       | KBS        | 필립                                                                  | 매슈 맥페이든         |      |
| 2012 | 삼국지                            | KBS        | 주유                                                                  | 황유덕                |      |
| 2012 | 리벤지 시즌 1                     | KBS        | 대니얼 그레이슨                                                       | 조슈아 바우먼         |      |
| 2013 | 초한지                            | KBS        | 항우                                                                  | 하윤동                | ✔    |
| 2013 | 천사의 손길 시즌9                 | 평화방송   | 데이비드 / 페퍼 / 스콧 (6회, 16회, 19회)                              |                       |      |
| 2014 | 삼총사 시즌 1                     | KBS        | 에밀 보네 (3회)                                                       |                       |      |
| 2015 | 닥터 후 시즌 8                    | KBS        | 로빈 후드 (3회)                                                       | 톰 라일리             |      |
| 2015 | 삼총사 시즌 2                     | KBS        | 로슈포르                                                              | 마크 워렌             |      |
| 2015 | 명탐정 브라운 신부 시즌 1         | 평화방송   | 제프리 베넷                                                           | 핍 토렌스             |      |
| 2015 | 닥터 후 2015 크리스마스 스페셜    | KBS        | 라몬                                                                  | 필립 리스             |      |
| 2016 | 전쟁과 평화                       | KBS        | 안드레이 볼론스키                                                     | 제임스 노턴           | ✔    |
| 2016 | 명탐정 브라운 신부 시즌 3         | 평화방송   | 루이스 신부 (팀 트렐로아) 6회 아놀드 프란시스 (마크 루이스 존스) 11회 |                       |      |
| 2016 | 익스팬스                          | 넷플릭스   | 조 밀러                                                               | 토마스 제인           | ✔    |
| 2017 | 리썰 웨폰                         | KBS        | 잭슨 (5회)                                                            | 마이클 레이먼드제임스 |      |
| 2017 | 더 컬렉션                         | KBS        | 클로드 사빈                                                           | 톰 라일리             | ✔    |
| 2017 | 더 헌터                           | 텔레노벨라 | 안드레스                                                              |                       | ✔    |
| 2017 | 더 바이블 컬렉션                  | 평화방송   | 파라오 외 (모세 편 1회, 2회, 3회, 4회)                                |                       |      |
| 2017 | 닥터 후 시즌 10                   | KBS        | 마스터                                                                | 존 심                 |      |
| 2018 | 디셉션                            | KBS        | 캐머런 블랙 / 조나단 블랙                                             | 잭 커트모어-스콧      | ✔    |
| 2018 | 장군재상 (将军在上)               | 채널칭     |                                                                       |                       |      |
| 2022 | 변호사 쉬헐크                     |            | 에밀 블론스키 / 어보미네이션                                          | 팀 로스               |      |

### 애니메이션
| 연도   | 제목                                                    | 방송사                        | 배역                                                                          | 주연 |
| ------ | ------------------------------------------------------- | ----------------------------- | ----------------------------------------------------------------------------- | ---- |
| 2003년 | 겟 백커스                                               | XTM                           | 최시우                                                                        |      |
| 2003년 | 마하특급 델타트레인                                     | KBS                           | 최미남                                                                        |      |
| 2003년 | 뫼비우스의 띠                                           | 챔프                          | 류승태 / 천문수 / 쇼 호스트                                                   |      |
| 2003년 | 바람의 검심                                             | 애니원                        | 아마쿠사 쇼고 외                                                              |      |
| 2003년 | 포켓몬스터AG                                            | SBS                           | 해설 / 마크타 주인 / 알통몬 / 깜까미 외                                       |      |
| 2004년 | 고스트 바둑왕                                           | KBS                           | 원효재                                                                        |      |
| 2004년 | 공각기동대 Stand Alone Complex                          | 애니원                        | 카일                                                                          |      |
| 2004년 | 기동전사 건담 SEED                                      | 애니원                        | 앤드류 발트펠드, 클로토 브엘                                                  |      |
| 2004년 | 마탐정 로키 라그나로크                                  | 애니원                        | 번개                                                                          |      |
| 2004년 | 바람의 검심 극장판                                      | 애니원                        | 타모노 에이빈                                                                 |      |
| 2004년 | 샤먼킹                                                  | 애니원                        | 실버 / 히지리 젠                                                              |      |
| 2004년 | 요리킹 조리킹                                           | KBS                           | 쾌걸 밥, 마파룡 등                                                            |      |
| 2004년 | 천공의 성 라퓨타                                        | (MOVIE)                       | 더피 아저씨                                                                   |      |
| 2005년 | 디 앤 앤젤                                              | 애니원                        | 다크                                                                          | ✔    |
| 2005년 | 강철의 연금술사                                         | 애니원                        | 델피노 / 형사 / 낫슈 트링검                                                   |      |
| 2005년 | 메다로트                                                | 챔프                          | 윤태수                                                                        |      |
| 2005년 | 미르모 퐁퐁퐁                                           | SBS                           | 송이현 / 블랙 망토단(1호)                                                     |      |
| 2005년 | 하울의 움직이는 성                                      | (MOVIE)                       | 가짜 국왕                                                                     |      |
| 2005년 | 합체용사 플러스터                                       | 재능TV                        | 와이 버스트 / 드론                                                            |      |
| 2005년 | 헌터X헌터                                               | 애니원                        | 윙                                                                            |      |
| 2005년 | 팽이대전 G블레이드                                      | SBS                           |                                                                               |      |
| 2006년 | 인랑                                                    | 애니박스                      | 후세 카즈키                                                                   | ✔    |
| 2006년 | 건담 0083 스타더스트 메모리                             | 애니박스                      | 가토                                                                          |      |
| 2006년 | 건담 0083 지온의 잔광                                   | 애니박스                      | 가토                                                                          |      |
| 2006년 | 건방진 천사                                             | 퀴니                          | 가쿠산 타카오                                                                 |      |
| 2006년 | 눈의 여왕                                               | 애니원                        | 한스 / 바람의 화신                                                            |      |
| 2006년 | 마술사 오펜                                             | 애니맥스                      | 프레임 하트                                                                   |      |
| 2006년 | 마술사 오펜 리벤지                                      | 애니맥스                      | 플레임 소울 / 키리                                                            |      |
| 2006년 | 몬스터                                                  | 투니버스                      | 요한 친구                                                                     |      |
| 2006년 | BLOOD+                                                  | 애니맥스                      | 데이비드                                                                      |      |
| 2006년 | 사이보그 009                                            | 애니맥스                      | 아폴론                                                                        |      |
| 2006년 | 슈퍼로봇대전 OVA                                        | 애니박스                      | 라이디스 F 브란슈타인                                                         |      |
| 2006년 | 아이언 키드                                             | KBS                           | 칸 / 스멜 / 와디 / 우                                                         |      |
| 2006년 | 암굴왕                                                  | 애니맥스                      | 피르낭 드 모르세르 장군 / 뤼시앵 드브레 제라르 드 빌포르 / 루이지 밤파        |      |
| 2006년 | 엘하자드 OVA                                            | 애니박스                      | 가레스                                                                        |      |
| 2006년 | 오늘부터 마왕 1기                                       | 애니맥스                      | 폰 보르테르 경 그웬달                                                         |      |
| 2006년 | 원피스                                                  | KBS                           | 상디 / Mr.5 / 촌장                                                            |      |
| 2006년 | 유희왕 듀얼 몬스터즈                                    | 챔프                          | 매그넘                                                                        |      |
| 2006년 | 인조곤충 카부토보그                                     | KBS                           | 로이드 안도                                                                   |      |
| 2006년 | 쥬베이짱 러블리 안대의 비밀                             | 애니맥스                      | 시로                                                                          |      |
| 2006년 | 지옥소녀 1,2기                                          | 애니맥스                      | 시바타 하지메                                                                 |      |
| 2006년 | 쿵야쿵야                                                | KBS                           | 완계쿵야                                                                      |      |
| 2006년 | 플레이볼                                                | 애니맥스                      | 대원                                                                          |      |
| 2006년 | 하록의 전설                                             | 애니맥스                      | 하록                                                                          |      |
| 2006년 | 헌터X헌터 OVA                                           | 애니맥스                      | 윙                                                                            |      |
| 2007년 | 블랙잭 TV 시리즈                                        | 애니원                        | 블랙잭                                                                        | ✔    |
| 2007년 | 교향시편 유레카 세븐                                    | 애니맥스                      | 홀랜드                                                                        | ✔    |
| 2007년 | 건스워드                                                | 애니맥스                      | 레이 랑그렌                                                                   |      |
| 2007년 | 대니팬텀                                                | 니켈로디언                    | 잭 펜튼                                                                       |      |
| 2007년 | 디그레이맨                                              | 애니맥스                      | 챠우지 외 조연                                                                |      |
| 2007년 | 루팡 3세 TV스페셜 #1                                    | 애니박스                      | 고에몽                                                                        |      |
| 2007년 | 메르헤븐                                                | 투니버스                      | 갈리암                                                                        |      |
| 2007년 | 명탐정 코난 5기                                         | 투니버스                      | 조경준                                                                        |      |
| 2007년 | 수왕성                                                  | 애니맥스                      | 라다                                                                          |      |
| 2007년 | 슬레이어즈 프리미엄                                     | 애니박스                      | 제로스                                                                        |      |
| 2007년 | 아야시노 세레스                                         | 애니원                        | 알렉산더                                                                      |      |
| 2007년 | 엽기인걸 스나코                                         | 애니박스                      | 오다 타케나가                                                                 |      |
| 2007년 | 오늘부터 마왕 2기                                       | 애니맥스                      | 폰 보르테르 경 그웬달                                                         |      |
| 2007년 | 음양대전기                                              | 투니버스                      | 카미야 류지                                                                   |      |
| 2007년 | 채운국 이야기 1기                                       | 애니맥스                      | 해설 / 이강유 / 시창                                                          |      |
| 2007년 | 포켓몬스터DP                                            | SBS                           | 해설 / 삐딱구리 / 윤성 / 브이젤                                               |      |
| 2008년 | 바다가 들린다                                           | (MOVIE)                       | 모리사키 타쿠                                                                 | ✔    |
| 2008년 | 블랙잭 OVA                                              | 애니원                        | 블랙잭                                                                        | ✔    |
| 2008년 | 블랙잭 극장판 - 두 명의 검은 의사                       | 애니박스                      | 블랙잭                                                                        | ✔    |
| 2008년 | 델토라 퀘스트 1,2,3기                                   | 애니맥스                      | 블파로 / 조커                                                                 |      |
| 2008년 | 뱀부 블레이드                                           | 애니맥스                      | 타마키 아버지                                                                 |      |
| 2008년 | 아주르와 아스마르                                       | (MOVIE)                       | 아주르 아버지                                                                 |      |
| 2008년 | 엄마찾아 삼만리 극장판                                  | 카툰네트워크                  | 피에르토 롯시                                                                 |      |
| 2008년 | 은혼                                                    | 투니버스                      | 타카스기 신스케                                                               |      |
| 2008년 | 짱구는 못말려 - 부리부리 왕국의 보물                    | 챔프                          | 허브                                                                          |      |
| 2008년 | 천원돌파 그렌라간                                       | 애니맥스                      | 비랄                                                                          |      |
| 2008년 | 채운국 이야기 2기                                       | 애니맥스                      | 해설 / 이강유 / 시창                                                          |      |
| 2008년 | 클라나드                                                | 애니박스                      | 후루카와 아키오                                                               |      |
| 2008년 | 트랜스포머 애니메이티드                                 | 챔프                          | 옵티머스 프라임                                                               |      |
| 2008년 | 팔짝 폴짝 몬타                                          | 카툰네트워크                  | 몬도                                                                          |      |
| 2008년 | 포켓몬스터 DP 극장판                                    | 재능TV                        | 해설 / 알베르트 남작 / 삐딱구리                                               |      |
| 2009년 | 마다가스카의 펭귄                                       | 니켈로디언                    | 스키퍼                                                                        | ✔    |
| 2009년 | 결계사                                                  | 투니버스                      | 뱌쿠                                                                          |      |
| 2009년 | 개구리 중사 케로로 5기                                  | 투니버스                      | 허리손 / 경호원                                                               |      |
| 2009년 | 디지몬 세이버즈                                         | 챔프                          | 토마                                                                          |      |
| 2009년 | 수신연무                                                | 애니맥스                      | 소우에이 / 쇼카쿠                                                             |      |
| 2009년 | 시크릿 새터데이                                         | 카툰네트워크                  | 닥 새터데이                                                                   |      |
| 2009년 | 엘리먼트 헌터                                           | KBS                           | 로드니 포드                                                                   |      |
| 2009년 | 초코초코 대작전                                         | (MOVIE)                       | 대책 본부장                                                                   |      |
| 2009년 | 쿵푸 공룡 수호대                                        | KBS                           | 제트                                                                          |      |
| 2009년 | 포켓몬 불가사의 던전                                    | 카툰네트워크                  | 판자                                                                          |      |
| 2009년 | 포켓 몬스터 12기 극장판                                 | (MOVIE)                       | 해설 / 기신                                                                   |      |
| 2009년 | 바이오니클 : 전설의 부활 극장판                         | (MOVIE)                       | 마타누이                                                                      |      |
| 2010년 | 삼국지                                                  | EBS                           | 해설 / 장각 / 진궁 / 곽가 / 왕식 / 감녕 손권 / 마초 / 장임 / 사마의 / 마대 외 |      |
| 2010년 | 절대가련 칠드런                                         | 챔프                          | 효부 쿄스케 / 테러범 보스                                                     |      |
| 2010년 | 히어로 팩토리                                           | 니켈로디언                    | 스토어                                                                        |      |
| 2010년 | 3, 2, 1 펭귄즈                                          | 재능TV                        | 미키                                                                          |      |
| 2011년 | 뱀파이어 기사                                           | 애니맥스                      | 쿠란 카나메                                                                   | ✔    |
| 2011년 | 마법기사 레이어스 OVA                                   | 애니박스                      | 란티스                                                                        |      |
| 2011년 | 메탈베이블레이드 : 작열의 침략자 솔블레이즈             | (MOVIE)                       | 바킵                                                                          |      |
| 2011년 | 밀림의 왕자 레오 세상을 바꾸는 용기                     | (MOVIE)                       | 판자                                                                          |      |
| 2011년 | 베르사이유의 장미                                       | EBS                           | 페르젠 / 재판관                                                               |      |
| 2011년 | 지구대표 롤링스타즈                                     | (MOVIE)                       | 루팡                                                                          |      |
| 2011년 | 테니스의 왕자 OVA                                       | 애니맥스                      | 데즈카 쿠니미츠 / 키리하라 아카야                                             |      |
| 2011년 | 페어리 테일 1기                                         | 챔프                          | 에리골                                                                        |      |
| 2012년 | 특집 애니메이션 괴물 그루팔로                           | EBS                           | 뱀                                                                            |      |
| 2012년 | 블리치 3기                                              | 애니맥스                      | 바쿠야 / 해설 / 야마모토 / 유미치카                                           |      |
| 2012년 | 오늘부터 마왕 3기                                       | 애니맥스                      | 폰 보르테르 경 그웬달                                                         |      |
| 2012년 | 오늘부터 마왕 OVA                                       | 애니맥스                      | 폰 보르테르 경 그웬달                                                         |      |
| 2012년 | 토리코                                                  | 카툰네트워크                  | 디렉터 / 톰 / 스타준 / 스미스                                                 |      |
| 2012년 | 페어리 테일 2기                                         | 챔프                          | 에리골                                                                        |      |
| 2012년 | 헌터X헌터 리메이크                                      | 애니박스                      | 윙                                                                            |      |
| 2013년 | 레고 키마의 전설                                        | 카툰네트워크                  | 래버투스                                                                      |      |
| 2013년 | 미래전사 씨어                                           | 투니버스                      | 소로스 / 스토너                                                               |      |
| 2013년 | 미술 탐험대 시즌 2                                      | EBS                           | 블랙                                                                          |      |
| 2013년 | 토리코 극장판 : 출발! 구르메 어드벤처!                  | 카툰네트워크                  | 톰 / 생선가게 주인                                                            |      |
| 2013년 | 토리코 극장판 : 미식신의 스페셜 메뉴                    | (MOVIE)                       | 스타쥰 / 톰 / 디렉터                                                          |      |
| 2013년 | 트랜스포머 레스큐봇 1기                                 | 챔프                          | 히트웨이브                                                                    |      |
| 2013년 | 페어리 테일 5기                                         | 챔프                          | 그림리퍼                                                                      |      |
| 2013년 | 헌터X헌터 리메이크 PART2                                | 애니박스                      | 윙 / 리르벨트                                                                 |      |
| 2013년 | 헌터X헌터 리메이크 PART3                                | 애니박스                      | 윙 / 리르벨트 / 바테라                                                        |      |
| 2014년 | 명탐정 코난 12기                                        | 투니버스                      | 장태영 (2회, 3회)                                                             |      |
| 2014년 | 명탐정 코난 미공개 X파일 2                              | 투니버스                      | 문영호 (9회, 10회)                                                            |      |
| 2014년 | 엉클 그랜파                                             | 카툰 네트워크                 | 엽기맨                                                                        |      |
| 2014년 | 포켓몬스터 베스트위시 신의 속도 게노세크트, 뮤츠의 각성 | (MOVIE)                       | 붉은 게노세크트                                                               |      |
| 2014년 | 피부색깔=꿀색                                           | (MOVIE)                       |                                                                               |      |
| 2014년 | 스마일 프리큐어                                         | 애니박스                      | 울프룬                                                                        |      |
| 2014년 | 헌터X헌터 더 라스트 미션                                | (MOVIE)                       | 제드 / 윙                                                                     |      |
| 2014년 | 현대인 생활백서                                         | 애니박스                      |                                                                               |      |
| 2015년 | 트랜스포머 레스큐봇 2기                                 | 챔프                          | 히트웨이브                                                                    |      |
| 2016년 | 원피스 14기 마린포드 편                                 | 애니원                        | 돈키호테 도플라밍고                                                           |      |
| 2017년 | 붐바와 툼바                                             | KBS                           | 툼바                                                                          |      |
| 2017년 | 낮잠 공주 : 모르는 나의 이야기                          | (MOVIE)                       | 타나베 이치로 / 베완                                                          |      |
| 2019년 | 바이올렛 에버가든                                       | 블루레이(미라지 엔터테인먼트) | 디트프리트                                                                    |      |
| 2021년 | 보스 베이비 2                                           | (MOVIE)                       | 닥터 암스트롱                                                                 |      |
| 2022년 | SPY×FAMILY                                              | 애니플러스                    | 점장                                                                          |      |
| 2024년 | 포켓몬스터: 성도지방 이야기, 최종장                     | (MOVIE)                       | 나레이션                                                                      |      |

### 특수촬영 드라마
| 날짜   | 제목                                            | 방송사   | 배역                                           | 주연 |
| ------ | ----------------------------------------------- | -------- | ---------------------------------------------- | ---- |
| 2005년 | 파워레인저 SPD                                  | 투니버스 | SP 블루 (하야시 츠요시)                        | ✔    |
| 2006년 | 파워레인저 매직포스                             | 재능방송 | 매직 샤인 (이치카와 요스케) / 5무신 사이클롭스 |      |
| 2006년 | 초성신 그란세이저                               | 챔프     | 와카스기                                       |      |
| 2007년 | 파워레인저 매직포스 & 트레저포스                | (극장판) | 내레이션, 샤인 (이치카와 요스케)               |      |
| 2008년 | 파워레인저 와일드 스피릿                        | 챔프     | 흑사자 리오(아라키 히로후미)                   |      |
| 2010년 | 파워레인저 엔진포스 VS 파워레인저 와일드 스피릿 | (극장판) | 마스터 사부 / 흑사자 리오                      |      |

### 게임
| 게임명                       | 제작사                | 배역                              | 주연 |
| ---------------------------- | --------------------- | --------------------------------- | ---- |
| 결전                         | 코에이                | 고니시 유키나가, 마에다 게이지 役 |      |
| 삼국지전기 2                 | 코에이                | 장임, 유표                        |      |
| 액션로망 범피트롯            | 아이렘소프트(주)      | 덴들라이언                        |      |
| 대난투 스매시 브라더스 X     | 소라(주)              | 루카리오                          |      |
| 어쌔신 크리드                | 유비소프트            | 알테어                            | ✔    |
| 진 삼국무쌍                  | 코에이                | 마초                              |      |
| 헤일로: 리치                 | 번지                  | 에밀 A-239                        |      |
| 덴더라이언                   | 체리츠                | 지수                              |      |
| 도타2                        | 밸브 코퍼레이션       | 항마사                            |      |
| 블레이드 앤 소울             | 엔씨소프트            | 수라왕 섭광                       |      |
| 월드 오브 워크래프트         | 블리자드 엔터테인먼트 | 투랄리온                          |      |
| 스타크래프트                 | 블리자드 엔터테인먼트 | 피닉스                            |      |
| 스타크래프트 II: 공허의 유산 | 블리자드 엔터테인먼트 | 피닉스(탈란다르) 役               |      |
| 요지경                       | 그라비티              | 도우                              |      |

### 연극
| 작품                                                       |
| ---------------------------------------------------------- |
| 세익스피어 <리차드 3세>                                    |
| 한국철도공사                                               |
| 사무엘 베케트 <고도를 기다리며>                            |
| 베르톨트 브레히트 <코카서스의 백묵원>                      |
| 샘 세퍼드 <매장된 아이>                                    |
| M.까몰레띠 <누가! 누구?> 승재 役 (2004.12.11 ~ 2005.04.17) |

### 한국 영화
| 연도 | 제목         | 배역                    |
| ---- | ------------ | ----------------------- |
| 2003 | 오! 해피데이 | 남자 성우 (배우로 출연) |

### 한국 드라마
| 연도 | 제목                  | 배역 |
| ---- | --------------------- | ---- |
| 2018 | 미스 마 - 복수의 여신 |      |

### 드라마 CD
| 제작사              | 저자                       | 작품명                                      | 배역           | 주연 |
| ------------------- | -------------------------- | ------------------------------------------- | -------------- | ---- |
| 夜海밤바다          | 夜海밤바다의 오리지날 작품 | <심연>                                      | 얀 마이어 호프 | ✔    |
| 夜海밤바다          | 夜海밤바다의 오리지날 작품 | <TheJaRa Vol.17>                            | 선배           |      |
| 夜海밤바다          | 夜海밤바다의 오리지날 작품 | <TheJaJa Vol.02>                            | 후크 선장      | ✔    |
| 夜海밤바다          | 술취한                     | <꼭두각시>                                  | 최지철         |      |
| 아코(오디오 코믹스) | 단요한                     | <B씨의 반복되는 하루>                       | 벽창호         | ✔    |
| 체리츠              | 체리츠의 오리지날 작품     | <덴더라이언> 크리스마스 한정 드라마 CD      | 지수 役        |      |
| 보이스북            | 보이스북 오리지날 작품     | 세 번째 드라마틱 사운드 <아카이브(Archive)> | 판사 정기석 役 |      |

### 라디오 드라마

#### KBS

##### 소설극장
소설극장 (KBS 3라디오)
| 날짜                    | 저자   | 제목       | 구분 |
| ----------------------- | ------ | ---------- | ---- |
| 2016.04.01 ~ 2016.05.19 | 김언수 | <설계자들> | 해설 |

##### 라디오 극장
라디오 극장 (KBS 한민족 방송)
| 날짜                    | 저자   | 제목                              | 구분   | 주연 |
| ----------------------- | ------ | --------------------------------- | ------ | ---- |
| 2003.04.01 ~ 2003.04.30 |        | <하늘을 우러러>                   | 윤동주 | ✔    |
| 2004.08.01 ~ 2004.08.31 | 이인화 | <영원한 제국>                     | 해설   | ✔    |
| 2007.06.01 ~ 2007.06.30 | 구영훈 | <야망의 맨발>                     | 김예운 | ✔    |
| 2007.12.01 ~ 2007.12.31 | 안수길 | <북간도>                          |        |      |
| 2010.10.01 ~ 2010.10.3  | 진 산  | <대사형>                          | 해설   | ✔    |
| 2010.12.01 ~ 2010.12.31 | 권지예 | <4월의 물고기>                    | 선우   | ✔    |
| 2012.06.01 ~ 2012.06.30 | 성석제 | <도망자 이치도>                   | 해설   | ✔    |
| 2014.08.01 ~ 2014.08.31 | 최재도 | <백 마흔넷째 날의 아침>           | 이강욱 | ✔    |
| 2015.05.01 ~ 2015.05.31 | 박민규 | <삼미 슈퍼스타즈의 마지막 팬클럽> | 조르바 |      |
| 2016.07.01 ~ 2016.07.31 | 장용민 | <궁극의 아이>                     | 사이먼 | ✔    |
| 2016.12.01 ~ 2016.12.31 | 김범   | <공부해서 너 가져>                | 천국   | ✔    |
| 2017.10.01 ~ 2017.10.31 | 강태식 | <굿바이 동물원>                   | 조풍년 |      |

##### 라디오 문학관
라디오 문학관 (KBS 한민족 방송)
| 날짜       | 저자              | 제목                                      | 구분               | 주연 |
| ---------- | ----------------- | ----------------------------------------- | ------------------ | ---- |
| 1999.08.01 | 김인숙            | <꽃의 기억>                               | 최성택             |      |
| 1999.08.08 | 고은주            | <아름다운 여름>                           | 남자               |      |
| 1999.08.22 | 서진규            | <나는 희망의 증거가 되고 싶다>            | 동생               |      |
| 1999.09.12 | 김영하            | <엘리베이터에 낀 그 남자는 어떻게 되었나> | 남자2              |      |
| 1999.09.19 | 양귀자            | <늪>                                      | 손선생             |      |
| 1999.11.07 | 김주영            | <금의환향>                                | 최가               |      |
| 1999.12.05 | 이태준            | <해방전후>                                | 가네무라 순사      |      |
| 1999.12.19 | 김승옥            | <서울, 1964년 겨울>                       | 순경               |      |
| 2000.01.02 | 허 균             | <홍길동전>                                | 우포도대장 이흡    |      |
| 2000.01.09 | 천운영            | <바늘>                                    | 김사장             |      |
| 2000.01.16 | 이영임            | <일곱말 가웃>                             | 강씨               |      |
| 2000.01.30 | 황광수            | <폭염>                                    | 형                 |      |
| 2000.02.06 | 이인화            | <시인의 별-채련기주석>                    | 지다이             |      |
| 2000.03.19 | 김만옥            | <그 모퉁이에서 한 그루 나무>              | 식당 주인          |      |
| 2000.03.26 | 김현영            | <냉장고>                                  | 아버지             |      |
| 2000.04.02 | 이제하            | <풍경의 내부>                             | 박선생             |      |
| 2000.04.16 | 민경현            | <평실이 익을 무렵>                        | 엄동술 사장        |      |
| 2000.05.07 | 정호승            | <연인>                                    | 스님               |      |
| 2000.05.21 | 조창인            | <가시고기>                                | 인석               |      |
| 2000.05.28 | 배수아            | <징계위원회>                              | 소장               |      |
| 2000.07.09 | 이문구            | <장곡리 고욤나무>                         | 효군               |      |
| 2000.07.23 | 조경란            | <나의 자줏빛 소파>                        | 남자               |      |
| 2000.08.06 | 원재길            | <삼촌의 좌절과 영광>                      | 주인 남자          |      |
| 2000.08.13 | 송우혜            | <흰 개가 짖을 때>                         | 교수               |      |
| 2000.08.27 | 조앤 롤링         | <해리 포터와 마법사의 돌>                 | 퀴렐 / 마왕        |      |
| 2000.10.15 | 박범신            | <그해 가장 길었던 하루>                   | 째보               |      |
| 2000.10.29 | 정 찬             | <숨겨진 존재>                             | 스님               |      |
| 2000.11.12 | 김다은            | <위험한 상상>                             | 학교 징계위원회2   |      |
| 2000.11.19 | 이순원            | <첫사랑>                                  | 석준               |      |
| 2000.11.26 | 한창훈            | <춘희>                                    | 남자1              |      |
| 2000.12.03 | 최일남            | <아주 느린 시간>                          | 정선생             |      |
| 2000.12.10 | 박완서            | <아주 오래된 농담>                        | 송회장             |      |
| 2000.12.31 | 구리 료헤이       | <우동 한 그릇>                            | 북해정의 남자 주인 |      |
| 2001.01.28 | 박현경            | <섬 안의 섬>                              | 오빠               |      |
| 2001.02.11 | 황석영            | <모랫말 아이들>                           | 어른2              |      |
| 2001.02.18 | 이병천            | <검은 달 흰 구름>                         | 기자               |      |
| 2001.02.25 | 송우혜            | <치자꽃 필 무렵>                          | 대사               |      |
| 2001.03.18 | 김인숙            | <브라스밴드를 기다리며>                   | 기태               |      |
| 2001.05.06 | 안도현            | <짜장면>                                  | 주방장             |      |
| 2001.05.27 | 김주영            | <거울 속 여행>                            | 삼손               |      |
| 2001.06.03 | 오성찬            | <세한도>                                  | 허유               |      |
| 2001.06.17 | 정길연            | <골방>                                    | 기태               |      |
| 2001.06.24 | 정채봉            | <스무살 어머니>, <그대 뒷모습>            | 숙부               |      |
| 2001.07.22 | 성석제            | <쾌활 냇가의 명랑한 곗날>                 | 해성               |      |
| 2001.08.05 | 최인호            | <달콤한 인생>                             | 아버지             |      |
| 2001.08.12 | 박범신            | <외등>                                    | 노상규             |      |
| 2001.08.19 | 윤후명            | <가장 멀리 있는 나>                       | 박사장             |      |
| 2001.09.16 | 이인화            | <려인>                                    | 굴린치             |      |
| 2001.09.23 | 박자경            | <너라는 검은 덩어리>                      | 가죽푸대           |      |
| 2001.09.30 | 이채형            | <먼산 속에서>                             | 남자1 / 복이아재   |      |
| 2001.10.14 | V. S. 네이폴      | <무리를 떠나 나 하나로>                   | 남승무원           |      |
| 2001.11.04 | 김 훈             | <칼의 노래>                               |                    |      |
| 2001.11.11 | 이병천            | <홀리데이>                                | 사내2. 30대 인질범 |      |
| 2001.11.18 | 이신조            | <나의 검정 그물 스타킹>                   | 방송국 신입사원    |      |
| 2001.12.30 | 김중미            | <괭이부리말 아이들>                       | 동수               |      |
| 2002.02.10 | 조정래            | <한강>                                    | 유일민             | ✔    |
| 2002.04.07 | 김주영            | <멸치>                                    | 해설               | ✔    |
| 2002.05.12 | 하성란            | <파리>                                    | 사내               | ✔    |
| 2002.06.09 | 이원규            | <강물은 바람을 안고 운다>                 | 김민규             |      |
| 2002.06.23 | 문순태            | <정읍사. 그 천년千年의 기다림>            | 도림               | ✔    |
| 2002.10.20 | 김영하            | <오빠가 돌아왔다>                         | 오빠               |      |
| 2003.02.16 | 원재훈            | <모닝커피>                                | 나 / 해설          | ✔    |
| 2003.05.18 | 정미경            | <호텔 유로, 1203>                         | D                  |      |
| 2003.06.01 | 김용만            | <은장도>                                  | 지동호             | ✔    |
| 2003.07.13 | 박민규            | <지구 영웅 전설>                          | 로빈               |      |
| 2003.10.12 | 베르나르 베르베르 | <나무>                                    | 피에르             | ✔    |
| 2004.01.04 | 허영만            | <식객>                                    | 성찬               | ✔    |
| 2004.04.11 | 김도언            | <기호태 傳>                               | 나 / 해설          | ✔    |
| 2004.08.08 | 박소희            | <궁>                                      | 이신               | ✔    |
| 2004.11.28 | 이기호            | <간첩이 다녀가셨다>                       | 규칠               | ✔    |
| 2005.02.06 | 윤성희            | <유턴지점에 보물지도를 묻다>              | Q                  |      |
| 2006.02.26 | 차근호            | <사랑의 기원>                             | 남자               | ✔    |
| 2006.05.07 | 윤후명            | <태평양의 끝>                             | J                  | ✔    |
| 2006.11.19 | 윤대녕            | <편백나무 숲 쪽으로>                      | 찬영               | ✔    |
| 2007.01.14 | 김희진            | <혀>                                      | 나 / 해설          | ✔    |
| 2008.03.09 | 김경욱            | <99퍼센트>                                | 스티브 킴          |      |
| 2009.11.29 | 전성태            | <이미테이션>                              | 게리               | ✔    |
| 2010.06.06 | 배명훈            | <안녕, 인공존재>                          | 나 / 해설          | ✔    |
| 2010.08.29 | 이기호            | <밀수록 다시 가까워지는>                  | 나 / 해설          | ✔    |
| 2012.01.22 | 안숙경            | <삼각 조르기>                             | 사내               |      |
| 2014.03.23 | 편혜영            | <몬순>                                    | 태오               | ✔    |
| 2015.03.15 | 이장욱            | <크리스마스 캐럴>                         | 나 / 해설          | ✔    |
| 2017.09.17 | 김덕희            | <눈부신 날>                               | 강사               |      |
| 2018.01.21 | 김금희            | <오직 한 사람의 차지>                     | 장인               |      |
| 2018.04.29 | 임현              | <고두(叩頭)>                              | 나                 | ✔    |

##### KBS 무대
KBS 무대 (KBS 한민족 방송)
| 날짜       | 제목                             | 구분             | 주연 |
| ---------- | -------------------------------- | ---------------- | ---- |
| 1999.08.22 | <공범>                           | 깡패1            |      |
| 1999.11.07 | <그날 밤에 생긴 일>              | 남자             |      |
| 1999.11.28 | <노래에 살고 사랑에 살고>        | 쟉               |      |
| 1999.12.05 | <토미의 추억>                    | 시인 / 신인 작가 |      |
| 1999.12.12 | <축제를 위하여>                  | 아나운서         |      |
| 2000.01.02 | <천년의 애원>                    | 아나운서         |      |
| 2000.01.16 | <새들은 뒤를 돌아보지 않는다>    | 박형사           |      |
| 2000.01.23 | <그애가 돌아왔을 때>             | 우혁             |      |
| 2000.02.13 | <제 3초소의 전설>                | 사병3            |      |
| 2000.02.20 | <밤기차>                         | 교도관           |      |
| 2000.03.19 | <가시나무새>                     | 형사             |      |
| 2000.04.02 | <두 번째 첫사랑>                 | 하영 남편        |      |
| 2000.04.09 | <마음의 끈>                      | 의사             |      |
| 2000.04.23 | <원 스트라이크 원볼>             | 광수             |      |
| 2000.04.30 | <이웃집 여자>                    | 남자             |      |
| 2000.05.07 | <봄이 오는 소리>                 | 윤자 아들        |      |
| 2000.05.14 | <황금 노을>                      | 직원             |      |
| 2000.05.28 | <사랑을 고백해 드립니다>         | 실장             |      |
| 2000.06.04 | <세븐티, 세븐틴>                 | 경찰1            |      |
| 2000.06.11 | <저 골짜기 외딴 오두막집에>      | 박서기           |      |
| 2000.06.18 | <그 애 이름은 나영이>            | 명준             |      |
| 2000.07.09 | <그대가 이 세상에 있는 것만으로> | 기사             |      |
| 2000.07.16 | <죽고 싶은 남자, 살고 싶은 여자> | 승우             |      |
| 2000.07.30 | <왕태규씨의 용궁 탈출기>         | 직원             |      |
| 2000.08.06 | <바다 정거장>                    | 아빠             |      |
| 2000.08.13 | <셀비어 향기는 바람에 날리고>    |                  |      |
| 2000.08.27 | <오계장을 위한 건배>             | 회사원           |      |
| 2000.09.03 | <동행>                           | 순경             |      |
| 2000.09.10 | <아버지의 땅>                    | 장선생           |      |
| 2000.09.17 | <한 여름밤의 꿈>                 |                  |      |
| 2000.10.01 | <우리가 헤어질 때>               | 조직2            |      |
| 2000.10.15 | <문밖에서>                       | 의사             |      |
| 2000.10.22 | <사랑하는 사람들>                | 의사1            |      |
| 2000.10.29 | <왕따를 위한 동화>               | 순경             |      |
| 2000.11.05 | <호랑이를 찾아서>                | 등산객 남1       |      |
| 2000.11.19 | <세상속으로 걷다>                | 박진             |      |
| 2000.11.26 | <머피의 법칙>                    | 경찰             |      |
| 2000.12.03 | <해바라기가 보이는 창가에서>     | 광민             |      |
| 2000.12.17 | <어디서 무엇이 되어 다시 만나리> |                  |      |
| 2000.12.24 | <눈 내리는 밤>                   | 재호             |      |
| 2001.01.07 | <세심사>                         | 기자3            |      |
| 2001.01.21 | <겨울 꽃비>                      | 최순규           |      |
| 2001.01.28 | <해피엔딩을 위하여>              | 가수             |      |
| 2001.02.04 | <아빠랑 사우나에 가다>           | 직원             |      |
| 2001.03.25 | <봄, 산수유 꽃이 지듯>           | 영조             |      |
| 2001.04.22 | <오뜨볼타 공화국 체류기>         | 교수             |      |
| 2001.04.29 | <도시 속을 걷는 낙타>            | 남자             |      |
| 2001.05.06 | <늦은 귀가>                      | 김민철           |      |
| 2001.05.20 | <홍서>                           |                  |      |
| 2001.05.27 | <그 여자가 사는 법>              | 매니저           |      |
| 2001.06.03 | <울음소리>                       | 상호             |      |
| 2001.06.10 | <새터장날>                       | 배식             |      |
| 2001.06.24 | <그 여름의 그림자>               | 군인             |      |
| 2001.07.08 | <과거를 물어주세요>              | 경로 잔치 연출가 |      |
| 2001.07.15 | <아버지의 나라>                  | 아버지 젊은 시절 |      |
| 2001.07.22 | <남편을 빌려드립니다>            | 준석             |      |
| 2001.07.29 | <멍에>                           | 준우             |      |
| 2001.08.19 | <옐로우 시크리트>                | 수족관 청소부    |      |
| 2001.08.26 | <낮에 나온 반달>                 | 은철             |      |
| 2001.09.02 | <그 여자의 성>                   | 보일러공         |      |
| 2001.09.16 | <귀여운 여인>                    | 송씨 아들        |      |
| 2001.09.23 | <아름다운 사랑 슬픈 이별>        | 시험관           |      |
| 2001.10.07 | <길동무>                         | 최연남           |      |
| 2001.10.14 | <그대 다시는 사랑하지 않으리>    | PD               |      |
| 2001.10.21 | <낮은 음자리>                    | 검사             |      |
| 2001.11.11 | <어느 자서전 대필작가의 귀향>    | 대포             |      |
| 2001.11.18 | <그 여자에게 생긴 일>            | 김계장           |      |
| 2001.12.02 | <지상에 없는 여자>               | 검사             |      |
| 2001.12.16 | <라스팔마스 카페엔 항구가 없다>  | 날치             |      |
| 2002.01.27 | <아버지에게 가는 길>             | 세준             |      |
| 2004.01.11 | <악녀가 내 안으로 들어왔다>      | 한동혁           | ✔    |
| 2004.05.30 | <어머니의 이름으로>              | 세훈             |      |
| 2004.10.17 | <탱고가 흐르는 황혼>             | 철규             |      |
| 2005.02.27 | <피크닉 전야>                    | 남자2            | ✔    |
| 2005.07.16 | <유혹>                           | 선호             |      |
| 2006.03.04 | <초대받지 않은 손님>             | 우성             | ✔    |
| 2006.06.24 | <숨은 말 찾기>                   | 해설             |      |
| 2007.05.26 | <손님>                           | 동재             | ✔    |
| 2007.12.15 | <그물 치는 남자>                 | 서인혁           | ✔    |
| 2008.05.03 | <갈릴레오를 아십니까?>           | 지혁             | ✔    |
| 2008.10.04 | <마누라 납치 사건>               | 태식             |      |
| 2008.12.27 | <눈 속의 두 사나이>              | 동구             | ✔    |
| 2009.03.14 | <한계령>                         | 한상우           | ✔    |
| 2009.10.10 | <충견(忠犬), 짖다>               | 최준영           |      |
| 2010.12.04 | <아빠를 찾아 드립니다>           | 김지훈           |      |
| 2011.03.19 | <교수님을 부탁해>                | 이영진           |      |
| 2011.09.17 | <정글 싱글 베이글>               | 김유석           |      |
| 2011.11.12 | <산중턱에서>                     | 한영진           |      |
| 2012.03.10 | <김만수'식' 가족 여행>           | 영호             | ✔    |
| 2013.07.20 | <수련화>                         | 한정우           |      |
| 2013.10.12 | <청담동 개츠비>                  | 윤민준           | ✔    |
| 2014.03.08 | <수호석이 되는 시간>             | 비서             |      |
| 2014.04.12 | <수난이대>                       | 장도원           | ✔    |
| 2014.12.20 | <탄원서 쓰는 여자>               | 임지훈           | ✔    |
| 2015.04.18 | <어느 쨍한 날>                   | 김상운           | ✔    |
| 2015.10.10 | <자살여행>                       | 정힘찬           | ✔    |
| 2016.04.16 | <운수 대통>                      | 럭키             | ✔    |
| 2016.09.24 | <유성우 떨어지는 밤>             | 지현수           | ✔    |
| 2017.04.01 | <내가 죽은 집>                   | 송석재           |      |
| 2019.02.09 | <어느 여름 날>                   | 남정             |      |

##### 다큐멘터리 역사를 찾아서
다큐멘터리 역사를 찾아서 (KBS 1라디오)
| 날짜       | 제목                                               | 구분       |
| ---------- | -------------------------------------------------- | ---------- |
| 2005.02.19 | <제018편 광개토왕릉비가 거기 있었다.>              | 광개토대왕 |
| 2005.02.26 | <제019편 광개토왕, 대제국 건설에 나서다.>          | 광개토대왕 |
| 2005.03.05 | <제020편 위기일발의 신라를 구한 광개토왕>          | 광개토대왕 |
| 2014.10.05 | <제519편 갈등 - 왕실 불사(佛事)>                   | 수양대군   |
| 2014.10.12 | <제520편「노산군 일기」어떻게 읽을 것인가>         | 수양대군   |
| 2014.10.19 | <제521편 수양은 대군(大君)에 만족하지 않았다>      | 수양대군   |
| 2014.10.26 | <제522편 김종서는 안평대군과 손을 잡았는가>        | 수양대군   |
| 2014.11.02 | <제523편「계유정난」>                              | 수양대군   |
| 2014.11.09 | <제524편 안평대군, 사약을 받다.>                   | 수양대군   |
| 2014.11.16 | <제525편 이징옥은 왜 반기(叛旗)를 들었나>          | 수양대군   |
| 2014.11.23 | <제526편 수양대군, 실권을 장악하다>                | 수양대군   |
| 2014.11.30 | <제527편 단종, 왕위를 넘기다>                      | 수양대군   |
| 2014.12.07 | <제528편「단종 복위」거사는 물거품이 되고>         | 수양대군   |
| 2014.12.14 | <제529편「사육신」>                                | 수양대군   |
| 2014.12.21 | <제530편 단종애사>                                 | 수양대군   |
| 2014.12.28 | <제531편 집현전을 혁파하다>                        | 세조       |
| 2015.01.04 | <제532편 단종과 사육신, 멀고 먼 신원(伸寃)의 길>   | 세조       |
| 2015.01.11 | <제533편「생육신」의 은거와 저항>                  | 세조       |
| 2015.01.18 | <제534편 횡행하는 난언(亂言) 그리고 언론탄압>      | 세조       |
| 2015.01.25 | <제535편 양녕대군, 세상을 떠나다.>                 | 세조       |
| 2015.02.01 | <제536편 세조의 주석(酒席) 정치와 ‘공신들의 세상’> | 세조       |
| 2015.02.08 | <제537편 무신들, 세조에게 반기를 들다>             | 세조       |
| 2015.02.15 | <제538편 호적과 군적을 개정하다>                   | 세조       |
| 2015.02.22 | <제539편 이시애, 난을 일으키다>                    | 세조       |
| 2015.03.01 | <제540편 신숙주와 한명회를 의금부에 가두다>        | 세조       |
| 2015.03.08 | <제541편 반란 진압군 출정하다>                     | 세조       |
| 2015.03.15 | <제542편 석 달 동안의 내전, 반란이 평정되다>       | 세조       |
| 2015.03.22 | <제543편 승정원으로 출근하는 재상-「원상(院相)」>  | 세조       |
| 2015.03.29 | <제544편 예종, 분경(奔競)을 엄단하다>              | 세조       |

##### 특별기획 라디오 다큐멘터리
| 날짜       | 제목 | 구분 |
| ---------- | --- | ---- |
| 2014.10.09 | 한글날 특집 다큐멘터리 2부작 《사할린에서 만난 우리말 풍경》<제1부 한류에 길을 묻는 사람들>              | 해설 |
| 2014.10.10 | 한글날 특집 다큐멘터리 2부작 《사할린에서 만난 우리말 풍경》<제2부 모국어에 길을 묻는 사람들>            | 해설 |
| 2014.10.31 | 연중기획《이제, 나는 대한민국 국민입니다》<제10부 중국 동포들의 미래를 그리는 사람 김용선>               | 해설 |
| 2014.12.29 | 특별기획 다큐멘터리 2부작《아르헨티나 이민 반세기, 새로운 미래를 열다》<제1부 남미에서 일궈낸 성공 신화> | 해설 |
| 2014.12.30 | 특별기획 다큐멘터리 2부작《아르헨티나 이민 반세기, 새로운 미래를 열다》<제2부 아리랑과 함께하는 탱고>    | 해설 |

##### 라디오 드라마 (종영)
| 날짜                    | 프로그램                               | 제목                                                                               | 구분                   | 주연 |
| ----------------------- | -------------------------------------- | ---------------------------------------------------------------------------------- | ---------------------- | ---- |
| 1999.09.19              | 교통 캠페인《노란 안전선 위의 행복》   | <총알을 탄 사나이>                                                                 | 경찰                   |      |
| 1999.10.31              | 교통 캠페인《노란 안전선 위의 행복》   | <두 남자의 이야기>                                                                 | 상사                   |      |
| 1999.11.28              | 교통 캠페인《노란 안전선 위의 행복》   | <안개 속, 그 위험한 질주>                                                          | 경찰                   |      |
| 1999.12.26              | 교통 캠페인《노란 안전선 위의 행복》   | <이제 내게 남은 것들>                                                              | 인부1                  |      |
| 2000.01.30              | 교통 캠페인《노란 안전선 위의 행복》   | <삼거리에서 갈라진 청춘>                                                           | 의사2                  |      |
| 2000.03.26              | 교통 캠페인《노란 안전선 위의 행복》   | <가슴에 묻은 천사>                                                                 | 교장                   |      |
| 2000.05.28              | 교통 캠페인《노란 안전선 위의 행복》   | <돌아오지 않는 봄>                                                                 | 아버지                 |      |
| 2000.07.30              | 교통 캠페인《노란 안전선 위의 행복》   | <이제 두려움은 없다>                                                               | 남2                    |      |
| 2000.08.27              | 교통 캠페인《노란 안전선 위의 행복》   | <꼬마 자동차 붕붕붕>                                                               | 스님                   |      |
| 2001.05.20              | 교통 캠페인《노란 안전선 위의 행복》   | <술에 취한 자전거>                                                                 | 트럭 운전사            |      |
| 2001.08.12              | 교통 캠페인《노란 안전선 위의 행복》   | <하늘로 날아오른 오토바이>                                                         | 김부장                 |      |
| 2001.10.28              | 교통 캠페인《노란 안전선 위의 행복》   | <마을버스에 끼인 안개꽃>                                                           | 남자1                  |      |
| 2001.11.25              | 교통 캠페인《노란 안전선 위의 행복》   | <어머니 당신의 거친 손을 사랑했습니다>                                             | 성운                   | ✔    |
| 1999.10.02              | 《특집기획 다큐멘터리, 라디오 드라마》 | 개천절 특집 다큐멘터리 <제3부 홍익인간, 세계 평화를 꿈꾸는 21세기의 화두>          |                        |      |
| 2000.05.11              | 《특집기획 다큐멘터리, 라디오 드라마》 | 부처님 오신 날 특집 드라마 <강을 건너면 나룻배를 버려라>                           | 박 피디                |      |
| 2000.10.01              | 《특집기획 다큐멘터리, 라디오 드라마》 | 살아 있는 민중의 언어 사투리 <제1부 산새도 지방마다 달리 운다>                     | 전라남1                |      |
| 2000.10.08              | 《특집기획 다큐멘터리, 라디오 드라마》 | 살아 있는 민중의 언어 사투리 <제2부 농촌주민의 사투리>                             | 전라남1                |      |
| 2001.05.01              | 《특집기획 다큐멘터리, 라디오 드라마》 | 부처님 오신 날 특집 다큐멘터리 익산 미륵사지 <제1부 백제 용비어찬가>               | 시 낭독                |      |
| 2001.05.02              | 《특집기획 다큐멘터리, 라디오 드라마》 | 부처님 오신 날 특집 다큐멘터리 익산 미륵사지 <제2부 미륵의 행방>                   | 신문왕                 |      |
| 2001.06.17              | 《특집기획 다큐멘터리, 라디오 드라마》 | 특별기획 음향 다큐멘터리 어머니의 사계 <제 2편 어허라 방아야>                      | 남자                   |      |
| 2001.11.11              | 《특집기획 다큐멘터리, 라디오 드라마》 | <2001년 가을, 그 풍년 농사의 빛과 그림자>                                          | 남자2                  |      |
| 2002.12.29              | 《특집기획 다큐멘터리, 라디오 드라마》 | 한국 문학 오디오북 제12화 주요섭 <사랑 손님과 어머니>                              | 큰삼촌                 |      |
| 1999.10.31              | 《라디오 미니 시리즈》                 | 현기영 '지상에 숟가락 하나' <제1부 눈물은 내려가고 숟가락은 올라가고>              | 담임                   |      |
| 1999.10.31              | 《라디오 미니 시리즈》                 | 현기영 '지상에 숟가락 하나' <제2부 바다를 향해 달려갔던 옛 오솔길>                 | 성인 기영              |      |
| 2000.03.26              | 《라디오 미니 시리즈》                 | 마미성 '달래야, 달래야' <제1부 방황>                                               | 정달식                 |      |
| 2000.03.26              | 《라디오 미니 시리즈》                 | 마미성 '달래야, 달래야' <제2부 귀향>                                               | 정달식                 |      |
| 2000.09.24              | 《라디오 미니 시리즈》                 | 최재도 '임동 고려국' <제1부 은둔의 나라, 잊혀진 역사>                              | 수일                   |      |
| 2000.09.24              | 《라디오 미니 시리즈》                 | 최재도 '임동 고려국' <제2부 도인의 나라, 사라진 전설>                              | 수일                   |      |
| 2000.4 ~ 2001.4         | 《일일시트콤》                         | <우리집 식구는 아무도 못말려>                                                      | 김강호                 |      |
| 2000.11.12              | 일요 다큐《이제는 그리운 사람들》      | <제001화 밤섬 배목수 이봉수>                                                       | 목수2                  |      |
| 2000.11.19              | 일요 다큐《이제는 그리운 사람들》      | <제002화 세월을 담금질하는 대장장이>                                               | 주민1                  |      |
| 2000.11.26              | 일요 다큐《이제는 그리운 사람들》      | <제003화 떠돌이 예인 집단 남사당, 남사당 사람들>                                   | 남자2                  |      |
| 2000.12.03              | 일요 다큐《이제는 그리운 사람들》      | <제004화 외길 40년, 추억의 이발사 김호명>                                          | 남자2                  |      |
| 2000.12.10              | 일요 다큐《이제는 그리운 사람들》      | <제005화 수인선 협궤열차의 마지막 기관사, 박수광>                                  | 조사2                  |      |
| 2000.12.17              | 일요 다큐《이제는 그리운 사람들》      | <제006화 43년 수레바퀴 인생-전통 우마차 장인, 이대길>                              | 기술자2                |      |
| 2000.12.24              | 일요 다큐《이제는 그리운 사람들》      | <제007화 검사와 여선생 그 신파의 소리를 찾아서 - 변사>                             | 주임                   |      |
| 2000.12.31              | 일요 다큐《이제는 그리운 사람들》      | <제008화 섬진강 운천나루, 추억의 뱃사공>                                           | 남자3                  |      |
| 2001.01.07              | 일요 다큐《이제는 그리운 사람들》      | <제009화 추억의 양조장, 술 빚는 사람들>                                            | 주인1                  |      |
| 2001.01.14              | 일요 다큐《이제는 그리운 사람들》      | <제010화 독 짓는 오인, 옹기장이, 정윤석>                                           | 주인                   |      |
| 2001.01.21              | 일요 다큐《이제는 그리운 사람들》      | <제011화 주산 놓던 그 시절, 떨고 놓기를>                                           | 교사2                  |      |
| 2001.01.28              | 일요 다큐《이제는 그리운 사람들》      | <제012화 남해안 섬마을 소장수 이도남>                                              | 마방주                 |      |
| 2001.02.04              | 일요 다큐《이제는 그리운 사람들》      | <제013화 상록수의 후예, 야학교사 마대복>                                           | 김남기                 |      |
| 2001.02.11              | 일요 다큐《이제는 그리운 사람들》      | <제014화 임도 보고, 뽕도따고, 누에치는 사람들>                                     | 이씨                   |      |
| 2001.02.18              | 일요 다큐《이제는 그리운 사람들》      | <제015화 오라이 스톱, 버스차장 버스안내양>                                         | 의사                   |      |
| 2001.02.25              | 일요 다큐《이제는 그리운 사람들》      | <제016화 40년 옻나무지기, 장시돌>                                                  | 장사꾼                 |      |
| 2001.03.04              | 일요 다큐《이제는 그리운 사람들》      | <제017화 지리산 포수, 민동식>                                                      | 일본군                 |      |
| 2001.03.11              | 일요 다큐《이제는 그리운 사람들》      | <제018화 그 집에는 엿이 있다. 엿장수, 강봉석>                                      | 엿장수1                |      |
| 2001.03.18              | 일요 다큐《이제는 그리운 사람들》      | <제019화 청계천 헌책방 주인, 성세제>                                               | 경찰                   |      |
| 2001.03.25              | 일요 다큐《이제는 그리운 사람들》      | <제020화 성냥, 성냥공장 사람들>                                                    | 상인2                  |      |
| 2001.04.01              | 일요 다큐《이제는 그리운 사람들》      | <제021화 염전 그리고 소금장수>                                                     | 권국선                 |      |
| 2001.04.08              | 일요 다큐《이제는 그리운 사람들》      | <제022화 짚신 신고 고무신 손에 들고>                                               | 남자2                  |      |
| 2001.04.15              | 일요 다큐《이제는 그리운 사람들》      | <제023화 강원도 화전민촌 사람들>                                                   | 군청 직원              |      |
| 2001.04.22              | 일요 다큐《이제는 그리운 사람들》      | <제024화 담배 연기 속에 사라져간 그 시절의 삽화들>                                 | 군인1                  |      |
| 2001.05.06              | 일요 다큐《이제는 그리운 사람들》      | <제026화 사우디에 다녀왔습니다>                                                    | 김윤억                 |      |
| 2001.05.13              | 일요 다큐《이제는 그리운 사람들》      | <제027화 야간통행 금지 시절, 우리는 이렇게 살았다>                                 | 남자1 / 반장           |      |
| 2001.06.03              | 일요 다큐《이제는 그리운 사람들》      | <제030화 윤석현씨의 전당포에서 무슨 일이 있었을까>                                 | 윤석현                 | ✔    |
| 2001.07.01              | 일요 다큐《이제는 그리운 사람들》      | <제031화 그때 거기 우체국이 있었다>                                                | 강사 / 군인            |      |
| 2001.07.15              | 일요 다큐《이제는 그리운 사람들》      | <제033화 그때 그시절 우리는 창경원에 갔었다.>                                      | 범인                   |      |
| 2001.07.29              | 일요 다큐《이제는 그리운 사람들》      | <제035화 기적도 목이 메인 목포행 완행열차>                                         | 남자1                  |      |
| 2001.08.12              | 일요 다큐《이제는 그리운 사람들》      | <제037화 우리동네 전기 들어 오던 날>                                               | 김선생                 |      |
| 2001.09.02              | 일요 다큐《이제는 그리운 사람들》      | <제040화 세월의 상처를 꿰매는 신기료 장수>                                         | 남자4                  |      |
| 2001.09.09              | 일요 다큐《이제는 그리운 사람들》      | <제041화 경주 수학여행, 그 아름다운 일탈>                                          | 교사1                  |      |
| 2001.10.07              | 일요 다큐《이제는 그리운 사람들》      | <제045화 시민아파트에는 특별한 시민들이 살았다>                                    | 유재근                 |      |
| 2001.10.21              | 일요 다큐《이제는 그리운 사람들》      | <제047화 초가집 한채 짓고 싶다>                                                    | 남자1                  |      |
| 2001.10.28              | 일요 다큐《이제는 그리운 사람들》      | <제048화 무작정 상경, 서울역, 그리고 직업 안내소>                                  | 남자2                  |      |
| 2001.11.04              | 일요 다큐《이제는 그리운 사람들》      | <제049화 지게목발 장단에 세상시름은 노래가 되고>                                   | 김 광                  |      |
| 2001.11.11              | 일요 다큐《이제는 그리운 사람들》      | <제050화 궁핍한 시대의 사치, 밀수품>                                               | 선장1                  |      |
| 2001.12.23              | 일요 다큐《이제는 그리운 사람들》      | <제056화 기능 올림픽 메달리스트 그들은 영웅이었다.>                                | 박성현                 |      |
| 2002.01.13              | 일요 다큐《이제는 그리운 사람들》      | <제059화 앵두나무 우물가에서 물도 긷고 정도 긷고>                                  | 남자8                  |      |
| 2002.03.03              | 일요 다큐《이제는 그리운 사람들》      | <제066화 김삿갓 방랑기 그 36년의 숨은 이야기>                                      | 김중희                 |      |
| 2002.03.17              | 일요 다큐《이제는 그리운 사람들》      | <제068화 멀고도 험했던 목포-제주 바닷길>                                           | 김삼수                 |      |
| 2002.04.21              | 일요 다큐《이제는 그리운 사람들》      | <제073화 전설의 진돗개, 그리고 진도 사람들>                                        | 선장                   |      |
| 2002.11.24              | 일요 다큐《이제는 그리운 사람들》      | <제103화 장발, 미니스커트, 그리고 경범죄>                                          | 김융행                 |      |
| 2000.01.02              | 《이명숙 변호사의 가정 법원》          | <법원 가는 길>                                                                     | 경찰                   |      |
| 2000.01.23              | 《이명숙 변호사의 가정 법원》          | <운명의 손길>                                                                      | 판사2                  |      |
| 2000.02.20              | 《이명숙 변호사의 가정 법원》          | <단 한번의 실수가 남긴 큰 상처>                                                    | 형사1                  |      |
| 2000.02.27              | 《이명숙 변호사의 가정 법원》          | <아들이 뭐길래>                                                                    |                        |      |
| 2000.03.12              | 《이명숙 변호사의 가정 법원》          | <혼자있는 긴 하루>                                                                 | 남1                    |      |
| 2000.03.19              | 《이명숙 변호사의 가정 법원》          | <성희롱, 더 이상 침묵할 수 없는 이유>                                              | 백종혁                 |      |
| 2000.03.25              | 《이명숙 변호사의 가정 법원》          | <굴뚝에서 나온 연기>                                                               | 남1                    |      |
| 2000.04.02              | 《이명숙 변호사의 가정 법원》          | <늪에 빠진 남자>                                                                   | 엄상익                 |      |
| 2000.05.07              | 《이명숙 변호사의 가정 법원》          | <소녀와 야수>                                                                      | 아빠                   |      |
| 2000.05.21              | 《이명숙 변호사의 가정 법원》          | <형규와 은정이의 꿈>                                                               | 경찰                   |      |
| 2000.06.11              | 《이명숙 변호사의 가정 법원》          | <그녀의 마지막 선택>                                                               | 아버지                 |      |
| 2000.06.18              | 《이명숙 변호사의 가정 법원》          | <남자가 남자를 사랑할때>                                                           | 외삼촌                 |      |
| 2000.07.02              | 《이명숙 변호사의 가정 법원》          | <낳은 정과 기른 정, 그 사이의 아버지>                                              | 이봉석                 |      |
| 2000.09.03              | 《이명숙 변호사의 가정 법원》          | <중독, 그 방에 갇혀버린 남자>                                                      | 유한우                 |      |
| 2000.09.10              | 《이명숙 변호사의 가정 법원》          | <아빠가 미워요>                                                                    | 형사계장               |      |
| 2000.09.17              | 《이명숙 변호사의 가정 법원》          | <아내가 떠난 후, 그는>                                                             | 김부장                 |      |
| 2000.09.24              | 《이명숙 변호사의 가정 법원》          | <동창회, 첫사랑의 유혹>                                                            | 경찰1                  |      |
| 2000.10.01              | 《이명숙 변호사의 가정 법원》          | <버릇없는 아이, 야단치는 할아버지>                                                 | 조성우                 |      |
| 2000.11.05              | 《이명숙 변호사의 가정 법원》          | <호박꽃 주점, 윤미엄마>                                                            | 남2                    |      |
| 2001.01.21              | 《이명숙 변호사의 가정 법원》          | <송이 엄마의 날개옷>                                                               | 시아버지               |      |
| 2001.02.04              | 《이명숙 변호사의 가정 법원》          | <신 망부석>                                                                        | 봉철                   |      |
| 2001.03.18              | 《이명숙 변호사의 가정 법원》          | <고양이와 생선>                                                                    | 부장                   |      |
| 2001.04.01              | 《이명숙 변호사의 가정 법원》          | <아이들의 울타리 불륜행위로 태어난 아이에 대한 양육비>                             | 야간업소 주인          |      |
| 2001.04.22              | 《이명숙 변호사의 가정 법원》          | <쥐와 고양이>                                                                      | 남자1                  |      |
| 2001.04.29              | 《이명숙 변호사의 가정 법원》          | <신세대 예비부부 그들의 부부재산계약서>                                            | 유팀장                 |      |
| 2001.05.13              | 《이명숙 변호사의 가정 법원》          | <노인, 그들의 세계 2부>                                                            | 아들                   |      |
| 2001.05.20              | 《이명숙 변호사의 가정 법원》          | <노인, 그들의 세계 3부>                                                            | 할아버지               |      |
| 2001.06.24              | 《이명숙 변호사의 가정 법원》          | <참새와 방앗간>                                                                    | 도박장 바람잡이        |      |
| 2001.07.08              | 《이명숙 변호사의 가정 법원》          | <빈 외양간에 눈덩이>                                                               | 김계장                 |      |
| 2001.07.29              | 《이명숙 변호사의 가정 법원》          | <세상에서 가장 급한일>                                                             | 친구                   |      |
| 2001.08.26              | 《이명숙 변호사의 가정 법원》          | <바람 잘날 없는 나무>                                                              | 남자3                  |      |
| 2001.09.09              | 《이명숙 변호사의 가정 법원》          | <정말, 아이 때문이었을까?>                                                         | 오빠                   |      |
| 2002.01.06              | 《이명숙 변호사의 가정 법원》          | <칠순 할머니가 이혼을 거부한 까닭은>                                               | 젊은 시절 오동팔       |      |
| 2003.08.31              | 《이명숙 변호사의 가정 법원》          | <시각장애인 그들만의 일터>                                                         | 김민우                 |      |
| 2003.06.15              | 《이명숙 변호사의 가정 법원》          | 특집 3부작 '호주제, 어떻게 생각하십니까?' <제3편 호주제, 그 존폐 여부를 진단한다.> | 박상철                 |      |
| 2001.04.09 ~ 2001.06.30 | 《판타지 특급》                        | <드래곤 라자>                                                                      | 아버지, 수비대장 외    |      |
| 2001.10.15 ~ 2001.12.14 | 다큐 드라마《스포츠 코리아》           | <제1화 붉은 악마들>                                                                | 천 기자 외             |      |
| 2001.12.03 ~ 2002.02.09 | 다큐 드라마《스포츠 코리아》           | <제2화 여명의 물결>                                                                | 윤치영, 손기정 외      |      |
| 2002.02.11 ~ 2002.05.04 | 다큐 드라마《스포츠 코리아》           | <제3화 88을 향해 쏴라>                                                             | 중년2                  |      |
| 2002.05.06 ~ 2002.07.01 | 다큐 드라마《스포츠 코리아》           | <제4화 월드컵을 유치하라>                                                          | 로브                   |      |
| 2002.07.02 ~ 2002.08.31 | 다큐 드라마《스포츠 코리아》           | <제5화 남북축구 70년>                                                              | 윤정수 외              |      |
| 2004.09.12              | 《생방송 해피 선데이》                 | <추리극장 - 운수 좋은 날>                                                          | 가르마 반장            | ✔    |
| 2005.05.09 ~ 2005.05.21 | 《엄길청의 성공시대》                  | <제41화 꿈돌이 채희승의 시네마 왕국>                                               | 상사, 임필성 외        |      |
| 2006.02.27 ~ 2006.03.11 | 《엄길청의 성공시대》                  | <제62화 인물사진가 김재환, 나는 하루에 1mm씩 성장했다>                             | 김재환                 | ✔    |
| 2006.11.06 ~ 2006.11.18 | 《엄길청의 성공시대》                  | <제80화 멈추지 않는 도전, 정동학의 희망프로젝트>                                   | 정동학                 | ✔    |
| 2005.09.04              | 《다큐멘터리 인물과 사건》             | <상식의 이름으로 고발한다. 어느 노동자의 100개월만의 출근>                         | 김석진                 | ✔    |
| 2005.10.30              | 《다큐멘터리 인물과 사건》             | <팔순의 청년 조문기, 나의 독립운동은 끝나지 않았다.>                               | 조문기                 | ✔    |
| 2006.10.01              | 《다큐멘터리 인물과 사건》             | <어느 국군 포로의 53년 만의 귀향>                                                  | 남교태                 | ✔    |
| 2006.11.05              | 《다큐멘터리 인물과 사건》             | <이휘소는 무궁화 꽃을 보았는가>                                                    | 이휘소                 | ✔    |
| 2010.12.02 ~ 2011.01.26 | 《대한민국 경제실록》                  | <제04화 경제개발, 그 종잣돈을 찾아라>                                              | 이동원 외무장관 외     |      |
| 2011.08.17 ~ 2011.10.26 | 《대한민국 경제실록》                  | <제09화 서울, 고도성장의 신화>                                                     | 김현옥 시장            | ✔    |
| 2012.09.24 ~ 2012.12.07 | 《대한민국 경제실록》                  | <제15화 한국 경제의 여명기>                                                        | 미군정사령관 하지 중장 | ✔    |
| 2013.10.28 ~ 2013.12.31 | 《다큐멘터리 혁신의 승부사》           | <제1화 페이스북 세상을 모두 연결하다.>                                             | 마크 주커버그          | ✔    |

#### EBS
| 날짜                    | 프로그램                          | 제목                                                      | 구분                                   | 주연 |
| ----------------------- | --------------------------------- | --------------------------------------------------------- | -------------------------------------- | ---- |
| 2003.07.28 ~ 2003.08.09 | 《라디오 문학관》                 | 우리 소설 100선 <안수길 '북간도'>                         | 창윤                                   | ✔    |
| 2005.04.18 ~ 2005.04.21 | 《라디오 문학관》                 | 세계 단편소설 50선 <도스토옙스키 '지하로부터의 수기'>     | 나                                     | ✔    |
| 2005.06.01 ~ 2005.06.02 | 《라디오 문학관》                 | 세계 단편소설 50선 <드가 앨런 포 '검은 고양이'>           | 해설 / 나                              | ✔    |
| 2005.06.30 ~ 2005.07.02 | 《라디오 문학관》                 | 세계 단편소설 50선 <토마스 만 '키작은 프리데만씨'>        | 요하네스                               | ✔    |
| 2005.08.22 ~ 2005.08.23 | 《라디오 문학관》                 | 세계 단편소설 50선 <후앙 기마랑스 로사 '제 3의 강둑'>     | 해설 / 나                              | ✔    |
| 2006.01.16 ~ 2006.01.21 | 《오디오북》                      | 에밀리 브론테 <폭풍의 언덕>                               | 록우드 / 린턴                          |      |
| 2008.03.31 ~ 2008.04.05 | 《고전극장》                      | <옹고집전>                                                | 무룡스님                               |      |
| 2008.05.05 ~ 2008.05.10 | 《고전극장》                      | <숙영낭자전>                                              | 선군                                   | ✔    |
| 2008.06.09 ~ 2008.06.14 | 《고전극장》                      | <임경업전>                                                | 임경업                                 | ✔    |
| 2013.09.16 ~ 2013.09.18 | 《라디오 역사 극장》              | <온조대왕, 백제를 열다>                                   | 온조                                   | ✔    |
| 2013.09.23 ~ 2013.09.25 | 《라디오 역사 극장》              | <말갈족과의 대결>                                         | 온조                                   | ✔    |
| 2013.09.30 ~ 2013.10.02 | 《라디오 역사 극장》              | <알의 신화, 혁거세>                                       | 혁거세                                 | ✔    |
| 2014.07.03 ~ 2014.07.12 | 《라디오 인물 열전》              | <김수영>                                                  | 김수영                                 | ✔    |
| 2014.10.02 ~ 2014.10.24 | 《소설 판타지아》                 | 프란츠 카프카 <변신>                                      | 낭독                                   | ✔    |
| 2014.10.25 ~ 2015.01.31 | 《소설 판타지아》                 | 가스통 르루 <오페라의 유령>                               | 낭독                                   | ✔    |
| 2015.02.02 ~ 2015.03.07 | 《소설 판타지아》                 | 발레리 라르보 <페르미나 마르케스>                         | 낭독                                   | ✔    |
| 2014.12.01              | 《교과서를 품은 드라마 한국사》   | <제01화 단군, 한민족의 첫 나라 고조선을 열다>             | 환웅                                   |      |
| 2014.12.02              | 《교과서를 품은 드라마 한국사》   | <제02화 고구려의 건국자 주몽>                             | 주몽                                   |      |
| 2014.12.03              | 《교과서를 품은 드라마 한국사》   | <제03화 새 땅을 찾아 나선 비류와 온조>                    | 온조                                   |      |
| 2014.12.04              | 《교과서를 품은 드라마 한국사》   | <제04화 알에서 태어난 박혁거세>                           | 촌장                                   |      |
| 2014.12.05              | 《교과서를 품은 드라마 한국사》   | <제05화 김수로왕과 허황후>                                | 유천간                                 |      |
| 2014.12.06              | 《교과서를 품은 드라마 한국사》   | <제06화 고구려,대제국을 품다>                             | 광개토대왕                             |      |
| 2014.12.08              | 《교과서를 품은 드라마 한국사》   | <제07화 삼국, 불교를 받아들이다>                          | 아도 / 묵호자                          |      |
| 2014.12.09              | 《교과서를 품은 드라마 한국사》   | <제08화 살수대첩의 영웅 을지문덕>                         | 을지문덕                               |      |
| 2014.12.10              | 《교과서를 품은 드라마 한국사》   | <제09화 신라, 한반도의 새로운 강자>                       | 진흥왕 / 당태종 이세민                 |      |
| 2014.12.11              | 《교과서를 품은 드라마 한국사》   | <제10화 운명을 가른 황산벌 전투>                          | 의자왕 / 법민                          |      |
| 2014.12.12              | 《교과서를 품은 드라마 한국사》   | <제11화 부흥운동과 나당 전쟁>                             | 당나라 장수 소정방                     |      |
| 2014.12.13              | 《교과서를 품은 드라마 한국사》   | <제12화 삼국통일을 이룬 김춘추>                           | 의자왕                                 |      |
| 2014.12.15              | 《교과서를 품은 드라마 한국사》   | <제13화 신라의 보물 만파식적>                             | 신문왕                                 |      |
| 2014.12.16              | 《교과서를 품은 드라마 한국사》   | <제14화 불교의 꽃을 피운 통일신라>                        | 의상스님 / 김대성                      |      |
| 2014.12.17              | 《교과서를 품은 드라마 한국사》   | <제15화 해상왕 장보고>                                    | 장보고                                 |      |
| 2014.12.18              | 《교과서를 품은 드라마 한국사》   | <제16화 해동성국 발해>                                    | 대조영                                 |      |
| 2014.12.18              | 《교과서를 품은 드라마 한국사》   | <제16화 해동성국 발해>                                    | 대조영                                 |      |
| 2014.12.19              | 《교과서를 품은 드라마 한국사》   | <제17화 흔들리는 통일국가 신라>                           | 경덕왕 / 김헌창                        |      |
| 2014.12.22              | 《교과서를 품은 드라마 한국사》   | <제19화 한민족의 통일을 이룬 왕건>                        | 왕건                                   |      |
| 2014.12.23              | 《교과서를 품은 드라마 한국사》   | <제20화 외손자의 장인이 된 이자겸>                        | 인종                                   |      |
| 2014.12.24              | 《교과서를 품은 드라마 한국사》   | <제21화 거란을 물리친 지략가, 서희>                       | 이지백                                 |      |
| 2014.12.25              | 《교과서를 품은 드라마 한국사》   | <제22화 천리장성을 쌓은 강감찬>                           | 현종                                   |      |
| 2014.12.26              | 《교과서를 품은 드라마 한국사》   | <제23화 무신의 나라가 된 고려>                            | 의종                                   |      |
| 2014.12.27              | 《교과서를 품은 드라마 한국사》   | <제24화 삼별초의 항쟁>                                    | 원종                                   |      |
| 2014.12.29              | 《교과서를 품은 드라마 한국사》   | <제25화 공민왕 개혁을 꿈꾸다>                             | 쿠빌라이 / 일연                        |      |
| 2014.12.30              | 《교과서를 품은 드라마 한국사》   | <제26화 불심으로 나라를 지키다>                           | 신하                                   |      |
| 2014.12.31              | 《교과서를 품은 드라마 한국사》   | <제27화 정몽주와 이방원>                                  | 이방원                                 |      |
| 2015.01.01              | 《교과서를 품은 드라마 한국사》   | <제28화 위화도 회군 조선 건국의 분수령>                   | 우왕                                   |      |
| 2015.01.02              | 《교과서를 품은 드라마 한국사》   | <제29화 세종대왕 동양의 위대한 군주>                      | 양녕대군                               |      |
| 2015.01.03              | 《교과서를 품은 드라마 한국사》   | <제30화 수양대군과 계유정난>                              | 김종서 / 박호문                        |      |
| 2015.01.05              | 《교과서를 품은 드라마 한국사》   | <제31화 연산군과 피 묻은 금삼>                            | 신하                                   |      |
| 2015.01.06              | 《교과서를 품은 드라마 한국사》   | <제32화 조광조의 이루지 못한 꿈>                          | 대간                                   |      |
| 2015.01.07              | 《교과서를 품은 드라마 한국사》   | <제33화 이황과 이이>                                      | 선조                                   |      |
| 2015.01.08              | 《교과서를 품은 드라마 한국사》   | <제34화 임진왜란 조선에 찾아온 위기>                      | 선조                                   |      |
| 2015.01.09              | 《교과서를 품은 드라마 한국사》   | <제35화 해전의 영웅, 이순신>                              | 선조                                   |      |
| 2015.01.10              | 《교과서를 품은 드라마 한국사》   | <제36화 광해군과 인조반정>                                | 광해군                                 |      |
| 2015.01.12              | 《교과서를 품은 드라마 한국사》   | <제37화 병자호란, 남한산성의 항전>                        | 한윤                                   |      |
| 2015.01.13              | 《교과서를 품은 드라마 한국사》   | <제38화 효종과 북벌>                                      | 소현세자                               |      |
| 2015.01.14              | 《교과서를 품은 드라마 한국사》   | <제39화 두 차례의 예송 논쟁>                              | 어의                                   |      |
| 2015.01.15              | 《교과서를 품은 드라마 한국사》   | <제40화 영조, 탕평 정치를 펴다>                           | 어김석주                               |      |
| 2015.01.16              | 《교과서를 품은 드라마 한국사》   | <제41화 정조와 수원화성>                                  | 정조                                   |      |
| 2015.01.17              | 《교과서를 품은 드라마 한국사》   | <제42화 세도 정치로 신음하는 백성들>                      | 철종                                   |      |
| 2015.01.19              | 《교과서를 품은 드라마 한국사》   | <제43화 조선후기의 문화 변동, 새로운 문화에 눈 뜨다>      | 백성                                   |      |
| 2015.01.20              | 《교과서를 품은 드라마 한국사》   | <제44화 누구나 양반이 되고 싶었다>                        | 군수                                   |      |
| 2015.01.21              | 《교과서를 품은 드라마 한국사》   | <제45화 삼정의 문란, 난을 부르다>                         | 철종                                   |      |
| 2015.01.22              | 《교과서를 품은 드라마 한국사》   | <제46화 정약용과 박지원>                                  | 이가환                                 |      |
| 2015.01.23              | 《교과서를 품은 드라마 한국사》   | <제47화 천주교와 동학>                                    | 최재우                                 |      |
| 2015.01.24              | 《교과서를 품은 드라마 한국사》   | <제48화 고종의 아버지 흥선 대원군>                        | 철종                                   |      |
| 2015.01.26              | 《교과서를 품은 드라마 한국사》   | <제49화 강화도의 항전 신미양요와 병인양요>                | 프랑스 선교사                          |      |
| 2015.01.27              | 《교과서를 품은 드라마 한국사》   | <제50화 임오군란>                                         | 군인                                   |      |
| 2015.01.28              | 《교과서를 품은 드라마 한국사》   | <제51화 김옥균과 갑신정변>                                | 김옥균                                 |      |
| 2015.01.29              | 《교과서를 품은 드라마 한국사》   | <제52화 녹두장군 전봉준>                                  | 농민                                   |      |
| 2015.01.30              | 《교과서를 품은 드라마 한국사》   | <제53화 서재필, 독립문을 세우다>                          | 서재필                                 |      |
| 2015.01.31              | 《교과서를 품은 드라마 한국사》   | <제54화 대한 제국, 자주독립국임을 선언하다>               | 이토 히로부미                          |      |
| 2015.02.02              | 《교과서를 품은 드라마 한국사》   | <제55화 대한의 치욕, 을사늑약>                            | 이토 히로부미                          |      |
| 2015.11.03              | 《교과서를 품은 드라마 한국사》   | <제56화 불같이 일어난 의병 항쟁>                          | 유인석                                 |      |
| 2015.11.04              | 《교과서를 품은 드라마 한국사》   | <제57화 빚 때문에 나라가 망할 순 없다!>                   | 안창호 / 일본순사                      |      |
| 2015.11.05              | 《교과서를 품은 드라마 한국사》   | <제58화 하얼빈에 울린 총성>                               | 신부 / 우덕순                          |      |
| 2015.11.06              | 《교과서를 품은 드라마 한국사》   | <제59화 모든 토지는 신고하라!>                            | 일본인                                 |      |
| 2015.11.07              | 《교과서를 품은 드라마 한국사》   | <제60화 방방곡곡에 울려 퍼진 만세소리>                    | 청년                                   |      |
| 2015.11.09              | 《교과서를 품은 드라마 한국사》   | <제61화 숟가락까지도 내놓아라!>                           | 신문기자 / 학도병 일본순사             |      |
| 2015.11.10              | 《교과서를 품은 드라마 한국사》   | <제62화 대한민국 임시 정부의 활동>                        | 임시 의정원                            |      |
| 2015.11.11              | 《교과서를 품은 드라마 한국사》   | <제63화 우리 것 우리가 쓰자>                              | 학생 / 종로경찰서장                    |      |
| 2015.11.12              | 《교과서를 품은 드라마 한국사》   | <제64화 내 것을 버려 모두를 구한 이회영>                  | 신흥무관학교 선생 독립운동가           |      |
| 2015.11.13              | 《교과서를 품은 드라마 한국사》   | <제65화 우리 얼, 우리말을 지킨 사람들>                    | 김선생 / 청년                          |      |
| 2015.11.14              | 《교과서를 품은 드라마 한국사》   | <제66화 일제 강점기 펼쳐진 사회 운동>                     | 쌀집손님 일본총독 / 서태석             |      |
| 2015.11.16              | 《교과서를 품은 드라마 한국사》   | <제67화 학생들이 궐기하다>                                | 백성 / 학생                            |      |
| 2015.11.17              | 《교과서를 품은 드라마 한국사》   | <제68화 만주에서 전해진 승전보>                           | 김좌진 / 야스카와                      |      |
| 2015.11.18              | 《교과서를 품은 드라마 한국사》   | <제69화 일제의 심장에 폭탄을 던지다>                      | 이봉창                                 |      |
| 2015.11.19              | 《교과서를 품은 드라마 한국사》   | <제70화 대한 독립 만세!>                                  | 이범석                                 |      |
| 2015.11.20              | 《교과서를 품은 드라마 한국사》   | <제71화 삼팔선으로 나뉜 남북>                             | 루즈벨트 대통령 하지 중장 / 청년       |      |
| 2015.11.21              | 《교과서를 품은 드라마 한국사》   | <제72화 대한민국의 탄생>                                  | 하지 중장 / 청년                       |      |
| 2015.11.23              | 《교과서를 품은 드라마 한국사》   | <제73화 동족상잔의 비극>                                  | 스티코프 / 이우근 트루먼 대통령        |      |
| 2015.11.24              | 《교과서를 품은 드라마 한국사》   | <제74화 민주주의의 초석 4.19 혁명>                        | 시위군                                 |      |
| 2015.11.25              | 《교과서를 품은 드라마 한국사》   | <제75화 5.16 군사정변 그리고 민주화운동>                  | 맥아더 장군 케네디 대통령              |      |
| 2015.11.26              | 《교과서를 품은 드라마 한국사》   | <제76화 한강의 기적>                                      | 김철호 / 정소영                        |      |
| 2015.11.27              | 《교과서를 품은 드라마 한국사》   | <제77화 남북통일을 위한 노력>                             | 진행자 / 김영주                        |      |
| 2015.11.28              | 《교과서를 품은 드라마 한국사》   | <제78화 동아시아의 역사갈등>                              | 루즈벨트 대통령 변영태                 |      |
| 2015.03.27 ~ 2015.04.21 | 《큰 작가 조정래의 인물 이야기》  | <안중근>                                                  | 낭독                                   | ✔    |
| 2015.04.22 ~ 2015.05.15 | 《큰 작가 조정래의 인물 이야기》  | <신채호>                                                  | 낭독                                   | ✔    |
| 2015.05.16 ~ 2015.06.10 | 《큰 작가 조정래의 인물 이야기》  | <한용운>                                                  | 낭독                                   | ✔    |
| 2015.06.11 ~ 2015.07.04 | 《큰 작가 조정래의 인물 이야기》  | <세종대왕>                                                | 낭독                                   | ✔    |
| 2015.07.06 ~ 2015.07.25 | 《큰 작가 조정래의 인물 이야기》  | <이순신>                                                  | 낭독                                   | ✔    |
| 2015.07.27 ~ 2015.08.17 | 《큰 작가 조정래의 인물 이야기》  | <김 구>                                                   | 낭독                                   | ✔    |
| 2015.08.18 ~ 2015.08.29 | 《큰 작가 조정래의 인물 이야기》  | <박태준>                                                  | 낭독                                   | ✔    |
| 2016.01.11              | 《EBS 다큐 드라마 코리안 미러클》 | <제001화 한국 경제의 새벽>                                | 서민                                   |      |
| 2016.01.12              | 《EBS 다큐 드라마 코리안 미러클》 | <제002화 경성, 남은 자와 떠나는 자>                       | 박서방                                 |      |
| 2016.01.13              | 《EBS 다큐 드라마 코리안 미러클》 | <제003화 미 군정과 원조경제 시대>                         | 소년 / 청년                            |      |
| 2016.01.14              | 《EBS 다큐 드라마 코리안 미러클》 | <제004화 피폐한 민생과 1차 통화개혁>                      | 김정렴                                 |      |
| 2016.01.15              | 《EBS 다큐 드라마 코리안 미러클》 | <제005화 일본 귀속재산의 분배실패>                        | 만수                                   |      |
| 2016.01.16              | 《EBS 다큐 드라마 코리안 미러클》 | <제006화 난산 끝에 태어난 경제개발계획>                   | 이기홍                                 |      |
| 2016.01.18              | 《EBS 다큐 드라마 코리안 미러클》 | <제007화 5.16과 경제부처 관료들>                          | 이기홍                                 |      |
| 2016.01.19              | 《EBS 다큐 드라마 코리안 미러클》 | <제008화 경제기획원의 탄생>                               | 박정희                                 |      |
| 2016.01.20              | 《EBS 다큐 드라마 코리안 미러클》 | <제009화 시행착오로 시작된 거대한 역사, 1차 경제개발계획> | 정소영                                 |      |
| 2016.01.21              | 《EBS 다큐 드라마 코리안 미러클》 | <제010화 자립경제의 성장엔지, 초기 예산국과 이한빈>       | 예산국직원                             |      |
| 2016.01.22              | 《EBS 다큐 드라마 코리안 미러클》 | <제011화 통화개혁과 미국>                                 | 김정렴                                 |      |
| 2016.01.23              | 《EBS 다큐 드라마 코리안 미러클》 | <제012화 군사 정부와 케네디 정부>                         | 케네디 비서                            |      |
| 2016.01.25              | 《EBS 다큐 드라마 코리안 미러클》 | <제013화 대한민국 최초 상업차관의 해프닝>                 | 양윤세                                 |      |
| 2016.01.26              | 《EBS 다큐 드라마 코리안 미러클》 | <제014화 특명, 외자를 조달하라>                           | 미국기업인                             |      |
| 2016.01.27              | 《EBS 다큐 드라마 코리안 미러클》 | <제015화 유일한 한국의 외자, 서독차관>                    | 양윤세                                 |      |
| 2016.01.28              | 《EBS 다큐 드라마 코리안 미러클》 | <제016화 6.3사태와 대일청구권 자금>                       | 이동환                                 |      |
| 2016.01.29              | 《EBS 다큐 드라마 코리안 미러클》 | <제017화 개방연대를 이끈 경제 거인 장기영>                |                                        |      |
| 2016.01.30              | 《EBS 다큐 드라마 코리안 미러클》 | <제018화 한국은행과 개발연대의 개막 그리고 장기영>        | 김정렴                                 |      |
| 2016.02.01              | 《EBS 다큐 드라마 코리안 미러클》 | <제019화 물가를 잡아라>                                   | 김정렴                                 |      |
| 2016.02.02              | 《EBS 다큐 드라마 코리안 미러클》 | <제020화 공공차관과 미국 상업차관>                        | 김계장                                 |      |
| 2016.02.03              | 《EBS 다큐 드라마 코리안 미러클》 | <제021화 사기꾼으로 오해받은 특명대사>                    | 김현철                                 |      |
| 2016.02.04              | 《EBS 다큐 드라마 코리안 미러클》 | <제022화 외채 흥국론>                                     | 비서                                   |      |
| 2016.02.05              | 《EBS 다큐 드라마 코리안 미러클》 | <제023화 국회의 상업차관 지급보증>                        | 김위원장                               |      |
| 2016.02.06              | 《EBS 다큐 드라마 코리안 미러클》 | <제024화 외채 망국론과 한비사건>                          | 세관원                                 |      |
| 2016.02.08              | 《EBS 다큐 드라마 코리안 미러클》 | <제025화 수출의 날 탄생비화>                              | 김정렴                                 |      |
| 2016.02.09              | 《EBS 다큐 드라마 코리안 미러클》 | <제026화 독특한 통치수단, 월간 경제동향 보고>             | 정재석                                 |      |
| 2016.02.10              | 《EBS 다큐 드라마 코리안 미러클》 | <제027화 투기의 온상이 된 증권시장>                       | 강소령                                 |      |
| 2016.02.11              | 《EBS 다큐 드라마 코리안 미러클》 | <제028화 월남파병, 무엇을 위한 선택이었나>                | 윤보선                                 |      |
| 2016.02.12              | 《EBS 다큐 드라마 코리안 미러클》 | <제029화 1965년 박정희, 존슨 대통령의 회담>               | 양윤세                                 |      |
| 2016.02.13              | 《EBS 다큐 드라마 코리안 미러클》 | <제030화 채명신 장군과 김치통조림>                        | 김일병                                 |      |
| 2016.02.15              | 《EBS 다큐 드라마 코리안 미러클》 | <제031화 월남특수, 그 첫 삽을 뜨다>                       | 양윤세                                 |      |
| 2016.02.16              | 《EBS 다큐 드라마 코리안 미러클》 | <제032화 월남 전쟁터에서 자란 기업들>                     | 웨스트모렌 사령관 보이스 중장 / 이병장 |      |
| 2016.02.17              | 《EBS 다큐 드라마 코리안 미러클》 | <제033화 서독차관과 에르하르트의 충고>                    | 백영훈                                 |      |
| 2016.02.18              | 《EBS 다큐 드라마 코리안 미러클》 | <제034화 아우토반과 경부고속도로>                         | 백영훈                                 |      |
| 2016.02.19              | 《EBS 다큐 드라마 코리안 미러클》 | <제035화 경부고속도로 반대론>                             | 백영훈                                 |      |
| 2016.02.20              | 《EBS 다큐 드라마 코리안 미러클》 | <제036화 장기영 부총리는 왜 불신임을 받았나>              | 전응진 / 양윤세                        |      |
| 2016.02.22              | 《EBS 다큐 드라마 코리안 미러클》 | <제037화 장기영과 김학렬>                                 | 직원                                   |      |
| 2016.02.23              | 《EBS 다큐 드라마 코리안 미러클》 | <제038화 소양강댐의 건설비화>                             | 권기태                                 |      |
| 2016.02.24              | 《EBS 다큐 드라마 코리안 미러클》 | <제039화 예산의 블랙홀 경부고속도로>                      | 김용한                                 |      |
| 2016.02.25              | 《EBS 다큐 드라마 코리안 미러클》 | <제040화 또 하나의 전쟁, 경부고속도로>                    | 직원 / 육군                            |      |
| 2016.02.26              | 《EBS 다큐 드라마 코리안 미러클》 | <제041화 경부고속도로, 그 현장의 주인공들>                | 인부                                   |      |
| 2016.02.27              | 《EBS 다큐 드라마 코리안 미러클》 | <제042화 단기 상업차관의 후유증, 부실기업 양산>           | 김정렴                                 |      |
| 2016.02.29              | 《EBS 다큐 드라마 코리안 미러클》 | <제043화 전경련과 대통령의 대화>                          | 벽돌공장 사장                          |      |
| 2016.03.01              | 《EBS 다큐 드라마 코리안 미러클》 | <제044화 8.3조치, 폭풍의 전야>                            | 김정렴                                 |      |
| 2016.03.02              | 《EBS 다큐 드라마 코리안 미러클》 | <제045화 심야의 금융 쿠테타, 8.3조치>                     | 김정렴                                 |      |
| 2016.03.03              | 《EBS 다큐 드라마 코리안 미러클》 | <제046화 8.3비상조치 그 후>                               | 김정렴                                 |      |
| 2016.03.04              | 《EBS 다큐 드라마 코리안 미러클》 | <제047화 기업특혜와 기업공개촉진법>                       | 김정렴                                 |      |
| 2016.03.05              | 《EBS 다큐 드라마 코리안 미러클》 | <제048화 기묘한 이름의 볍씨 통일벼>                       | 김의원                                 |      |
| 2016.03.07              | 《EBS 다큐 드라마 코리안 미러클》 | <제049화 제철산업의 씨앗을 뿌리다>                        | 수행원                                 |      |
| 2016.03.08              | 《EBS 다큐 드라마 코리안 미러클》 | <제050화 포항제철은 왜 포항이었나>                        |                                        |      |
| 2016.03.09              | 《EBS 다큐 드라마 코리안 미러클》 | <제051화 포항제철과 예산폭탄>                             | 박태준                                 |      |
| 2016.03.10              | 《EBS 다큐 드라마 코리안 미러클》 | <제052화 강철왕 박태준의 몇 가지 장면>                    | 박태준                                 |      |
| 2016.03.11              | 《EBS 다큐 드라마 코리안 미러클》 | <제053화 중화학공업은 안보정책이었다>                     | 최각규                                 |      |
| 2016.03.12              | 《EBS 다큐 드라마 코리안 미러클》 | <제054화 한국경제의 씽크탱크 KDI의 탄생>                  | 연구원                                 |      |
| 2016.03.14              | 《EBS 다큐 드라마 코리안 미러클》 | <제055화 메이드인 코리아, 그 들머리의 이야기>             | 업자                                   |      |
| 2016.03.15              | 《EBS 다큐 드라마 코리안 미러클》 | <제056화 수입대체 전략에서 수출주도 전략으로>             | 김정렴 / 기능공                        |      |
| 2016.03.16              | 《EBS 다큐 드라마 코리안 미러클》 | <제057화 70년대 수출역군 섬유산업의 출발>                 | 면방직공장장                           |      |
| 2016.03.17              | 《EBS 다큐 드라마 코리안 미러클》 | <제058화 미국 가발시장, 한국의 독무대가 되다>             | 최준규                                 |      |
| 2016.03.18              | 《EBS 다큐 드라마 코리안 미러클》 | <제059화 1973년의 오일쇼크, 그 추웠던 겨울>               | 김정렴                                 |      |
| 2016.03.19              | 《EBS 다큐 드라마 코리안 미러클》 | <제060화 원유확보 대작전>                                 | 김정렴                                 |      |
| 2016.03.21              | 《EBS 다큐 드라마 코리안 미러클》 | <제061화 오일쇼크, 막전막후>                              | 김정태                                 |      |
| 2016.03.22              | 《EBS 다큐 드라마 코리안 미러클》 | <제062화 김용환의 2억달러 조달 프로젝트>                  | 김정렴                                 |      |
| 2016.03.23              | 《EBS 다큐 드라마 코리안 미러클》 | <제063화 석유위기에서 찾아낸 중동으로의 비상구>           | 김정렴                                 |      |
| 2016.03.24              | 《EBS 다큐 드라마 코리안 미러클》 | <제064화 사막의 횃불 삼환건설>                            | 강부장                                 |      |
| 2016.03.25              | 《EBS 다큐 드라마 코리안 미러클》 | <제065화 열사의 땅에서 흘린 땀, 중동 인력수출>            | 김부장                                 |      |
| 2016.03.26              | 《EBS 다큐 드라마 코리안 미러클》 | <제066화 현대건설, 주베일 산업항 접수하다>                | 김정렴 / 김부장                        |      |
| 2016.03.28              | 《EBS 다큐 드라마 코리안 미러클》 | <제067화 주베일에 새긴 한국의 능력자들>                   |                                        |      |
| 2016.03.29              | 《EBS 다큐 드라마 코리안 미러클》 | <제068화 산업인력의 해외진출과 독일 간호사들>             | 의사                                   |      |
| 2016.03.30              | 《EBS 다큐 드라마 코리안 미러클》 | <제069화 독일로 간 광부들>                                | 아버지 / 김태우                        |      |
| 2016.03.31              | 《EBS 다큐 드라마 코리안 미러클》 | <제070화 파독광부, 막장에서 달러를 캐다>                  | 김태우                                 |      |
| 2016.04.01              | 《EBS 다큐 드라마 코리안 미러클》 | <제071화 사람은 경제발전의 수단이면서 목적이다>           | 주시경 / 직원                          |      |
| 2016.04.02              | 《EBS 다큐 드라마 코리안 미러클》 | <제072화 인구정책과 인력정책>                             | 예비군 교육관                          |      |
| 2016.04.04              | 《EBS 다큐 드라마 코리안 미러클》 | <제073화 기술자, 기능공을 키워라>                         | 교사                                   |      |
| 2016.04.05              | 《EBS 다큐 드라마 코리안 미러클》 | <제074화 노동시장의 이동성>                               | 김수곤                                 |      |
| 2016.04.06              | 《EBS 다큐 드라마 코리안 미러클》 | <제075화 수출 일선의 탱크 종합무역상사의 탄생비화>        | 김정렴                                 |      |
| 2016.04.07              | 《EBS 다큐 드라마 코리안 미러클》 | <제076화 종합상사 이전의 무역 이야기>                     |                                        |      |
| 2016.04.08              | 《EBS 다큐 드라마 코리안 미러클》 | <제077화 종합상사, 바늘에서 미사일까지 팔다>              | 김정렴                                 |      |
| 2016.04.09              | 《EBS 다큐 드라마 코리안 미러클》 | <제078화 수출전도사 무역공사의 태동>                      | 김정렴 / 직원                          |      |
| 2016.04.11              | 《EBS 다큐 드라마 코리안 미러클》 | <제079화 카타르 무역관의 개척기>                          | 김태랑                                 |      |
| 2016.04.12              | 《EBS 다큐 드라마 코리안 미러클》 | <제080화 과학기술진흥계획의 첫 그림>                      | 송정범                                 |      |
| 2016.04.13              | 《EBS 다큐 드라마 코리안 미러클》 | <제081화 한국 최초의 과학기술행정기구 기술관리국>         | 송정범                                 |      |
| 2016.04.14              | 《EBS 다큐 드라마 코리안 미러클》 | <제082화 자격있는 사람에게만 자격증을 주다>               | 공장장                                 |      |
| 2016.04.15              | 《EBS 다큐 드라마 코리안 미러클》 | <제083화 존슨 대통령과 KIST(키스트)>                      | 양윤세                                 |      |
| 2016.04.16              | 《EBS 다큐 드라마 코리안 미러클》 | <제084화 KIST, 바텔을 벤치마킹하라>                       | 장기영                                 |      |
| 2016.04.18              | 《EBS 다큐 드라마 코리안 미러클》 | <제085화 KIST와 최형섭 박사>                              | 장기영                                 |      |
| 2016.04.19              | 《EBS 다큐 드라마 코리안 미러클》 | <제086화 홍릉에 터 잡은 과학의 집현전>                    |                                        |      |
| 2016.04.20              | 《EBS 다큐 드라마 코리안 미러클》 | <제087화 연구를 장사하라>                                 | 최종환                                 |      |
| 2016.04.21              | 《EBS 다큐 드라마 코리안 미러클》 | <제088화 과학의 최고행정기관 과학기술처의 출발>           | 장기영                                 |      |
| 2016.04.22              | 《EBS 다큐 드라마 코리안 미러클》 | <제089화 모국으로 돌아온 과학자들>                        |                                        |      |
| 2016.04.23              | 《EBS 다큐 드라마 코리안 미러클》 | <제090화 연구학원 단지의 꿈>                              | 김정렴                                 |      |
| 2016.04.25              | 《EBS 다큐 드라마 코리안 미러클》 | <제091화 민둥산의 시말, 산림 황폐화의 원인>               | 함경남도 주민                          |      |
| 2016.04.26              | 《EBS 다큐 드라마 코리안 미러클》 | <제092화 혼란 속에서 싹튼 산림정책들>                     | 정재설                                 |      |
| 2016.04.27              | 《EBS 다큐 드라마 코리안 미러클》 | <제093화 강력한 산림정책 그리고 개간사업과의 충돌>        | 공무원                                 |      |
| 2016.04.28              | 《EBS 다큐 드라마 코리안 미러클》 | <제094화 1964년 지리산 도벌 사건>                         | 수사과장                               |      |
| 2016.04.29              | 《EBS 다큐 드라마 코리안 미러클》 | <제095화 도벌의 숲에서 태어난 산림청>                     | 차균희                                 |      |
| 2016.04.30              | 《EBS 다큐 드라마 코리안 미러클》 | <제096화 산림녹화 십년지대계의 수립>                      | 김정렴                                 |      |
| 2016.05.02              | 《EBS 다큐 드라마 코리안 미러클》 | <제097화 대통령 특명, 사방사업 작전>                      | 김정렴                                 |      |
| 2016.05.03              | 《EBS 다큐 드라마 코리안 미러클》 | <제098화 치산녹화는 연료림과의 전쟁이었다>                | 장경순                                 |      |
| 2016.05.04              | 《EBS 다큐 드라마 코리안 미러클》 | <제099화 화전민이 있었다>                                 |                                        |      |
| 2016.05.05              | 《EBS 다큐 드라마 코리안 미러클》 | <제100화 치산녹화 기적의 숨은 주역, 현신규 박사>          | 낭독                                   |      |

#### TBS
| 날짜                    | 프로그램                                               | 제목                            | 구분                        | 주연 |
| ----------------------- | ------------------------------------------------------ | ------------------------------- | --------------------------- | ---- |
| 2008.06.16 ~ 2008.06.20 | 《입체낭독 라디오 문학관》                             | 나도향 <벙어리 삼룡이>          | 광식                        |      |
| 2008.10.06 ~ 2008.10.10 | 《입체낭독 라디오 문학관》                             | 정이현 <어두워지기 전에>        | 강력계 형사, 윗층 아이 아빠 |      |
| 2008.11.17 ~ 2008.11.21 | 《입체낭독 라디오 문학관》                             | 신경숙 <풍금이 있던 자리>       | 박철민                      |      |
| 2008.11.24 ~ 2008.12.05 | 《입체낭독 라디오 문학관》                             | 이문열 <우리들의 일그러진 영웅> | 선생님                      |      |
| 2009.05.25 ~ 2009.05.29 | 《입체낭독 라디오 문학관》                             | 한승원 <어머니>                 | 큰아들, 아버지              |      |
| 2009.07.20 ~ 2009.07.24 | 《입체낭독 라디오 문학관》                             | 강지영 <살인자의 쇼핑 목록>     | 소설가                      |      |
| 2010.05.31 ~ 2010.06.25 | 창립 20주년 특별기획 다큐 드라마 《서울 600년을 걷다》 | 제4화 <성삼문>                  | 수양대군                    |      |
| 2010.06.28 ~ 2010.07.30 | 창립 20주년 특별기획 다큐 드라마 《서울 600년을 걷다》 | 제5화 <한명회>                  | 수양대군                    |      |

#### SBS
| 날짜                    | 프로그램          | 제목                            | 구분     | 주연 |
| ----------------------- | ----------------- | ------------------------------- | -------- | ---- |
| 2012.05.21 ~ 2012.06.01 | 《라디오 북카페》 | 미구엘 드 세르반테스 <돈키호테> | 돈키호테 | ✔    |

#### 여수 MBC
| 날짜       | 프로그램                                                | 제목                                         | 구분            | 주연 |
| ---------- | ------------------------------------------------------- | -------------------------------------------- | --------------- | ---- |
| 2010.08.16 | 여수 MBC 창사 40주년 특집 드라마 《보리밭에 달이 뜨고》 | <01부 - 1909년, 천형(天刑)의 족쇄를 풀다>    | 윌슨            |      |
| 2010.08.17 | 여수 MBC 창사 40주년 특집 드라마 《보리밭에 달이 뜨고》 | <02부 - 조선 한센인의 형제, 닥터 윌슨>       | 윌슨            | ✔    |
| 2010.08.18 | 여수 MBC 창사 40주년 특집 드라마 《보리밭에 달이 뜨고》 | <03부 - 손수레 탄 나환자들의 아버지, 최흥종> | 윌슨            |      |
| 2010.08.19 | 여수 MBC 창사 40주년 특집 드라마 《보리밭에 달이 뜨고》 | <04부 - 애양원, 그 약속의 땅을 찾아서>       | 윌슨            | ✔    |
| 2010.08.20 | 여수 MBC 창사 40주년 특집 드라마 《보리밭에 달이 뜨고》 | <05부 - 슬픈 사슴의 섬, 소록도>              | 하나이 젠키치   |      |
| 2010.08.23 | 여수 MBC 창사 40주년 특집 드라마 《보리밭에 달이 뜨고》 | <06부 - 청년 이춘상, 일제의 심장을 겨누다>   | 환자            |      |
| 2010.08.24 | 여수 MBC 창사 40주년 특집 드라마 《보리밭에 달이 뜨고》 | <07부 - 화해의 순교자, 손양원>               | 윌슨            |      |
| 2010.08.25 | 여수 MBC 창사 40주년 특집 드라마 《보리밭에 달이 뜨고》 | <08부 - 혼돈을 넘어 정착의 땅으로>           | 김목사          |      |
| 2010.08.26 | 여수 MBC 창사 40주년 특집 드라마 《보리밭에 달이 뜨고》 | <09부 - 오마도의 진실>                       | 조창원          | ✔    |
| 2010.08.27 | 여수 MBC 창사 40주년 특집 드라마 《보리밭에 달이 뜨고》 | <10부 - 광기의 시대, 한센인 학살 사건>       | 도쿠다 야스유키 |      |

## 내레이션

### 다큐멘터리
| 날짜                     | 제목                                                                    | 방송사     | 구분                               |
| ------------------------ | ----------------------------------------------------------------------- | ---------- | ---------------------------------- |
| 2003.07.01 ~ 2013.04.06  | 생로병사의 비밀                                                         | KBS        | 내레이션                           |
| 2004.06.25               | KBS 인물 현대사 살아 돌아온 망자 조창호>                                | KBS        | 조창호 役                          |
| 2004.12.21               | KBS 스페셜 사이언스21 <수소 혁명- 제1편 세상을 바꾸는 에너지, 수소>     | KBS        | 우리말 출연                        |
| 2008.11.05               | 특선 다큐 드라마 5부작 <워리어스> 3부 탐욕의 정복자, 코르테스           | KBS        | 내레이션, 알바라도 役              |
| 2009.09.09               | 동물의 세계 <오랑우탄 일기 - 말썽꾸러기 루티>                           | KBS        | 내레이션                           |
| 2009.09.10               | 동물의 세계 <오랑우탄 일기 - 악동의 최후는?>                            | KBS        | 내레이션                           |
| 2009.09.11               | 동물의 세계 <오랑우탄 일기 - 허큘레스, 휴가 받다>                       | KBS        | 내레이션                           |
| 2009.09.14               | 동물의 세계 <오랑우탄 일기 - 보르네오의 숲속 학교>                      | KBS        | 내레이션                           |
| 2009.09.15               | 동물의 세계 <오랑우탄 일기 - 다시 야생으로!>                            | KBS        | 내레이션                           |
| 2009.09.17               | 동물의 세계 <오랑우탄 일기 - 새로운 터전>                               | KBS        | 내레이션                           |
| 2009.09.18               | 동물의 세계 <오랑우탄 일기 - 희망의 빛>                                 | KBS        | 내레이션                           |
| 2010.03.11               | KBS 특선 <탄소 사냥꾼>                                                  | KBS        | 내레이션                           |
| 2011.05.30               | KBS 특선 <멕시코만 원유 유출, 87일 간의 기록>                           | KBS        | 내레이션                           |
| 2011.05.13               | INPUT 2011 서울 특선다큐 <브로더의 탐구여행>                            | KBS        | 하메드役                           |
| 2014.06.25               | 2014 브라질 월드컵 특집 다큐멘터리 <축구의 기원>                        | KBS        | 내레이션                           |
| 2014.07.12 ~ 07.26       | 특선 다큐멘터리 <와일드 브라질 3부작>                                   | KBS        | 내레이션                           |
| 2017.09.10               | 특선다큐 유전자 변형 식품 GMO, 진실과 거짓                              | KBS        | 내레이션                           |
| 2015.07.27 ~ 07.31       | 방학특선 글로벌 다큐멘터리 <인간과 우주 5부>                            | KBS        | 내레이션                           |
| 2016.01.04               | 방학특선 글로벌 다큐멘터리 <제1편 우주의 새벽, 창조의 순간>             | KBS        | 내레이션                           |
| 2016.07.16               | 글로벌 다큐멘터리 <와일드 브라질 1부 위험한 첫걸음>                     | KBS        | 내레이션                           |
| 2018.01.20               | 글로벌 다큐멘터리 <21세기 우주 경쟁>                                    | KBS        | 내레이션                           |
| 2018.09.30 ~ 2018.10.14  | 글로벌 다큐멘터리 <우주 행성>                                           | KBS        | 내레이션                           |
| 2018.11.18 ~ 2018. 11.25 | 글로벌 다큐멘터리 <스타의 부검리포트 2부작 - 1부 이소룡, 2부 제임스 딘> | KBS        | 내레이션                           |
| 2018.12.09               | 글로벌 다큐멘터리 <프레디 머큐리 퀸(Queen)의 제왕>                      | KBS        | 내레이션                           |
| 2016.02.02               | 해외걸작 다큐 <심해의 세계 바닷속 2,000m>                               | KBS        | 내레이션                           |
| 2016.05.04               | 해외걸작 다큐 <우주 탐험 50년>                                          | KBS        | 내레이션                           |
| 2016.06.22               | 해외걸작 다큐 <위기의 프랑스>                                           | KBS        | 내레이션                           |
| 2016.11.15               | 해외걸작 다큐 <두 얼굴의 전자담배>                                      | KBS        | 내레이션                           |
| 2011.11.07 ~ 11.08       | 세상의 모든 다큐 <지구라는 이름의 기계 2부작>                           | KBS        | 내레이션                           |
| 2012.01.16               | 세상의 모든 다큐 <은둔자의 삶, 바이칼 호에서 보낸 6개월>                | KBS        | 내레이션                           |
| 2012.07.11               | 세상의 모든 다큐 <지구핵과 자기장의 비밀>                               | KBS        | 내레이션                           |
| 2012.10.10 ~ 10.18       | 세상의 모든 다큐 <돈, 권력 그리고 월 스트리트 4부작>                    | KBS        | 내레이션                           |
| 2013.01.17               | 세상의 모든 다큐 <무의식이 지배하는 삶>                                 | KBS        | 내레이션                           |
| 2013.06.27               | 세상의 모든 다큐 <여객기 추락의 물리학>                                 | KBS        | 내레이션                           |
| 2013.08.22               | 세상의 모든 다큐 <벼랑 끝의 금융 위기 - 화폐 가치의 하락>               | KBS        | 내레이션                           |
| 2014.01.16               | 세상의 모든 다큐 <빌 게이츠, 백신을 말하다>                             | KBS        | 내레이션                           |
| 2014.03.13               | 세상의 모든 다큐 <새로운 로봇 전쟁의 서막>                              | KBS        | 내레이션                           |
| 2014.08.13               | 세상의 모든 다큐 <지구온난화와 인류의 미래>                             | KBS        | 내레이션                           |
| 2014.10.07               | 세상의 모든 다큐 <비밀스러운 금의 세계>                                 | KBS        | 내레이션                           |
| 2014.10.21 ~ 10.28       | 세상의 모든 다큐 <지구의 재탄생 3부작>                                  | KBS        | 내레이션                           |
| 2015.03.22               | 세상의 모든 다큐 <사하라 사막의 악몽>                                   | KBS        | 내레이션                           |
| 2015.04.10 ~ 04.24       | 세상의 모든 다큐 <두 청년의 야생 도전기 3부작>                          | KBS        | 내레이션                           |
| 2015.05.15 ~ 05.29       | 세상의 모든 다큐 <비잔티움 - 한 도시 세 이야기 3부작>                   | KBS        | 내레이션                           |
| 2015.12.16 ~ 12.30       | 세상의 모든 다큐 <미래의 도시 3부작>                                    | KBS        | 내레이션                           |
| 2016.03.09               | 세상의 모든 다큐 <2004년 동아시아 쓰나미의 기록>                        | KBS        | 내레이션                           |
| 2016.07.13 ~ 07.20       | 세상의 모든 다큐 <국경의 역사학 2부작>                                  | KBS        | 내레이션                           |
| 2017.01.05 ~ 01.26       | 세상의 모든 다큐 <오바마 8년의 기록 4부작>                              | KBS        | 내레이션                           |
| 2017.03.16 ~ 03.30       | 세상의 모든 다큐 <하늘 위의 도시, 비행기 3부작>                         | KBS        | 내레이션                           |
| 2017.10.12 ~ 10.26       | 세상의 모든 다큐 <빈; 제국의 흥망성쇠 3부작>                            | KBS        | 내레이션                           |
| 2018.01.11 ~ 01.18       | 세상의 모든 다큐 <실리콘밸리의 비밀 2부작>                              | KBS        | 내레이션                           |
| 2018.10.18 ~ 10.25       | 세상의 모든 다큐 <초음속 경쟁의 역사 콩코드 2부작>                      | KBS        | 내레이션                           |
| 2018.08.02 ~ 2018.08.09  | 세상의 모든 다큐 <냉전의 시작 얄타회담 2부작>                           | KBS        | 내레이션                           |
| 2019.03.02 ~ 2019.03.23  | 세상의 모든 다큐 <예술, 열정 그리고 권력 영국 왕실 컬렉션 이야기 4부작> | KBS        | 내레이션                           |
| 2016.08.03               | 리우 올림픽 특선다큐 <올림픽 전설과의 특별한 승부>                      | KBS        | 내레이션                           |
| 2008.02.27               | 극한 직업 <조기잡이>                                                    | EBS        | 내레이션                           |
| 2008.03.26               | 극한 직업 <붕장어 통발잡이>                                             | EBS        | 내레이션                           |
| 2009.01.30               | 하나뿐인 지구 <지구온난화와 미국의 두 얼굴>                             | EBS        | 내레이션                           |
| 2010.03.21               | 일요 필러 <아프간전, 승리는 가능한가?>                                  | EBS        | 내레이션                           |
| 2007.09.17               | 다큐 10+ <핵무기 개발 첩보전 - 1부 핵 전쟁의 위기>                      | EBS        | CIA 요원 役                        |
| 2007.09.18               | 다큐 10+ <핵무기 개발 첩보전 - 2부 소련에 핵 기밀을 넘기다>             | EBS        | 클라우스 푹스 役                   |
| 2007.09.19               | 다큐 10+ <핵무기 개발 첩보전 - 3부 오펜하이머와 수소폭>                 | EBS        | 클라우스 푹스 役, 이시도르 라비 役 |
| 2007.10.15 ~ 10.22       | 다큐 10+ <이집트 발굴 비사 6부작>                                       | EBS        | 내레이션                           |
| 2008.06.26               | 다큐 10+ <인류를 위협하는 대재앙 - 화산>                                | EBS        | 내레이션                           |
| 2008.08.04 ~ 08.07       | 다큐 10+ <상어와 나 2부작>                                              | EBS        | 내레이션                           |
| 2008.12.17               | 다큐 10+ <공포의 회오리바람 토네이도의 비>                              | EBS        | 내레이션                           |
| 2009.01.29 ~ 02.19       | 다큐 10+ <절대 영도, 그 한계를 향한 도전 2부작>                         | EBS        | 내레이션                           |
| 2009.05.05               | 다큐 10+ <개러스 선생님의 합창단 프로젝트 - 소년이여, 노래하라 Ⅰ>       | EBS        | 우리말 출연                        |
| 2009.05.12               | 다큐 10+ <개러스 선생님의 합창단 프로젝트 - 소년이여, 노래하라 Ⅱ>       | EBS        | 우리말 출연                        |
| 2009.05.19               | 다큐 10+ <개러스 선생님의 합창단 프로젝트 - 소년이여, 노래하라 Ⅲ>       | EBS        | 우리말 출연                        |
| 2009.05.26               | 다큐 10+ <개러스 선생님의 합창단 프로젝트 - 소년이여, 노래하라 Ⅳ>       | EBS        | 우리말 출연                        |
| 2009.11.18               | 다큐 10+ <가장 위험한 항해>                                             | EBS        | 내레이션                           |
| 2009.11.24               | 다큐 10+ <당신을 병들게 하는 위협, 스트레스>                            | EBS        | 내레이션                           |
| 2010.06.02               | 다큐 10+ <자연은 살아있다 - 유콘강 탐험기>                              | EBS        | 내레이션                           |
| 2010.11.03               | 다큐 10+ <스톤헨지의 비밀>                                              | EBS        | 내레이션                           |
| 2011.04.20               | 다큐 10+ <찰스 다윈의 항해 일지>                                        | EBS        | 내레이션                           |
| 2011.06.01               | 다큐 10+ <고대 이집트인들이 홍해로 간 까닭은?>                          | EBS        | 내레이션                           |
| 2011.10.13               | 다큐 10+ <음악과 두뇌>                                                  | EBS        | 내레이션                           |
| 2012.05.03               | 다큐 10+ <원전사고 26년 후, 체르노빌의 늑대들>                          | EBS        | 내레이션                           |
| 2013.04.03               | 다큐 10+ <첨단 의료 시대의 삶과 죽음>                                   | EBS        | 내레이션                           |
| 2011.06.25               | 특선 다큐멘터리 <한국 전쟁>                                             | EBS        | 내레이션                           |
| 2015.08.02               | 세계의 눈 <식인상어로부터 살아남는 법>                                  | EBS        | 내레이션                           |
| 2011.10.11               | 탄생의 신비 <1부 개犬>                                                  | MBC        | 내레이션                           |
| 2011.10.12               | 탄생의 신비 <2부 고양이猫>                                              | MBC        | 내레이션                           |
| 2011.10.13               | 탄생의 신비 <3부 극한의 동물들>                                         | MBC        | 내레이션                           |
| 2010.05.25               | MBC 프라임 <좋거나 나쁘거나 비타민의 숨은 진실>                         | MBC        | 내레이션                           |
| 2016.04.24               | 일요특선다큐멘터리 <갑상선 암의 두 얼굴>                                | SBS        | 내레이션                           |
| 2012.05.13               | 위대한 자연 <적도의 추위>                                               | OBS        | 내레이션                           |
| 2012.07.01               | 위대한 자연 <그레이트 배리어 리프의 비밀>                               | OBS        | 내레이션                           |
| 2012.09.16               | 위대한 자연 <야생 동물과의 골프 게임>                                   | OBS        | 내레이션                           |
| 2012.12.02               | 위대한 자연 <알프스의 왕자>                                             | OBS        | 내레이션                           |
| 2012.12.29               | 위대한 자연 <아프리카의 아웃사이더>                                     | OBS        | 내레이션                           |
| 2013.01.19               | 위대한 자연 <아프리카의 7대 동물>                                       | OBS        | 내레이션                           |
| 2013.06.08               | 위대한 자연 <알프스 산맥의 마력>                                        | OBS        | 내레이션                           |
| 2013.06.09               | 위대한 자연 <태양의 힘>                                                 | OBS        | 내레이션                           |
| 2013.06.16               | 위대한 자연 <노래하는 바다의 여행자>                                    | OBS        | 내레이션                           |
| 2013.06.30               | 위대한 자연 <붉은 바다거북의 일생>                                      | OBS        | 내레이션                           |
| 2011.01.18               | 위대한 자연 <개와 인간>                                                 | JTV        | 내레이션                           |
| 2012.04.22               | 위대한 자연 <보헤미아의 사계절>                                         | JTV        | 내레이션                           |
| 2012.06.03               | 위대한 자연 <생명의 보금자리>                                           | JTV        | 내레이션                           |
| 2012.06.10               | 위대한 자연 <도시속 정글의 전사들>                                      | JTV        | 내레이션                           |
| 2012.06.17               | 위대한 자연 <기후변화와 외래종의 번식>                                  | JTV        | 내레이션                           |
| 2012.07.15               | 위대한 자연 <슈퍼 두더지>                                               | JTV        | 내레이션                           |
| 2012.07.22               | 위대한 자연 <해파리의 공포>                                             | JTV        | 내레이션                           |
| 2007.05.26 ~ 2007.06.09  | 부처님오신날 특집 '아가마의 길'                                         | 부산MBC    | '석가모니' 내레이션                |
| 2008.05.06               | 부처님오신날 특별기획 '2552년만의 귀향'                                 | 부산MBC    | 내레이션                           |
| 2009.00.00               | 창사50주년 특집 '108선사'                                               | 부산MBC    | 내레이션                           |
| 2012.05.29               | 부처님 오신날 특집 다큐멘터리 - 붓다의 고향 룸바니에 세운 순례자의 꿈   | 부산MBC    | 내레이션                           |
| 2019.06.08 ~ 2019.06.22  | 세상의 모든 다큐 <트럼프의 미국>                                        | KBS        | 내레이션                           |
| 2019.12.28 ~ 2020.01.04  | 세상의 모든 다큐 <하늘에서 본 모로코>                                   | KBS        | 내레이션                           |
|                          | 크게 더 크게 <싱가포르의 거대 관람차 편>                                | NGC        | 내레이션                           |
|                          | 크게 더 크게 2 <오이타 슈퍼 돔>                                         | NGC        | 내레이션                           |
|                          | 크게 더 크게 2 <세계 최대의 석유 플랫폼>                                | NGC        | 내레이션                           |
|                          | 우주전쟁 시나리오 <외계인의 침략>                                       | NGC        | 내레이션                           |
|                          | 살아있는 생명체 지구 <파도의 과학>                                      | 사이언스TV | 내레이션                           |
|                          | 살아있는 생명체 지구 <글로벌 디밍>                                      | 사이언스TV | 내레이션                           |
|                          | 살아있는 생명체 지구 <붉은 폭풍>                                        | 사이언스TV | 내레이션                           |
|                          | 살아있는 생명체 지구 <하얀 사신, 눈사태>                                | 사이언스TV | 내레이션                           |
|                          | 살아있는 생명체 지구 <엘리뇨의 시대>                                    | 사이언스TV | 내레이션                           |
|                          | 살아있는 생명체 지구 <다섯가지 재앙>                                    | 사이언스TV | 내레이션                           |
|                          | 인류의 자산 유네스코 세계유산                                           | 사이언스TV | 내레이션                           |
| 2009.11.10 ~ 11.09       | 지상 최대의 박물관 스미스소니언 14부작                                  | 국회방송   | 내레이션                           |
|                          | 2050 미래혁명 10부작                                                    | 국회방송   | 내레이션                           |
| 2010.03.30 ~ 12.31       | 생명의강 아프리카를 가다 13부작                                         | 국회방송   | 내레이션                           |
|                          | 현대문명 놀라운 이야기 <FBI 범죄 연구소>                                | 국회방송   | 내레이션                           |
| 2010.06.12 - 06.13       | 해외특선다큐 <미국을 향한 두 가지 시선 2부작>                           | KTV        | 내레이션                           |
|                          | 야생은 살아있다 <극한의 킬링헌터2>                                      | JTBC       | 내레이션                           |
|                          | 세계의 식량 전쟁 6부작                                                  | 상생방송   | 내레이션                           |
|                          | 극한도전 와일드레이스                                                   | ONT        | 내레이션 / 우리말 출연             |
|                          | 에어포스 하늘의 지배자들 시즌1                                          | 국방TV     | 내레이션                           |

### TV 프로그램
| 프로그램                                                      | 방송사     |
| ------------------------------------------------------------- | ---------- |
| 《8시 뉴스》: <해외 토픽>                                     | KBS 2TV    |
| 《쇼 일요천하》                                               | SBS        |
| 《클로즈업 오늘》                                             | KBS        |
| 《이재만의 성공 스토리 만남》: (2013.04.06 ~ 2015.10.31 종영) | 한국경제TV |
| <2014 ITU 전권회의 특별기획 글로벌포럼 4편> : 2014.11.07      | KBS 1TV    |
| 《좋은 아침》                                                 | SBS        |
| 《생방송 투데이》                                             | SBS        |

### 오디오북
| 출간일     | 도서명                                                                         | 비고 |
| ---------- | ------------------------------------------------------------------------------ | ---- |
| 2004.09.09 | 김정수 <디스크 환자가 환자를 치료한다> (커뮤니케이션 토도 기획, 영진닷컴 펴냄) | 해설 |

## 라디오 진행
| 프로그램             | 방송사        | 비고                                |
| -------------------- | ------------- | ----------------------------------- |
| 《생방송 일요일》    | KBS 제1라디오 | 진행                                |
| 《창호에 드린 햇살》 | 국악방송      | 임시 진행 (2007.08.20 ~ 2007.08.26) |

## 팟캐스트 방송
리더스 - 시나리오 읽어주는 사람들 (팟캐스트) :
영화감독 정윤수, 배우 양석정과 함께 하는 시나리오 읽기 (2018.01.11 ~ 2018.12.20)

## 광고
| 브랜드                                                   |
| -------------------------------------------------------- |
| KB 국민은행(홍보CM)                                      |
| 국립 지리원                                              |
| 한국철도공사                                             |
| 공군본부                                                 |
| 클로즈업                                                 |
| 한산 모시                                                |
| 암웨이                                                   |
| SONY (핸디캠)                                            |
| 코카콜라                                                 |
| 태평양 사내 홍보방송                                     |
| 제주도 의료관광                                          |
| 대구 국립 과학관                                         |
| 기상청                                                   |
| SKM-NR                                                   |
| 삼성화재                                                 |
| SK텔레콤                                                 |
| SK그룹 방송                                              |
| SK에너지                                                 |
| 롯데 백화점                                              |
| 롯데그룹                                                 |
| 토이저러스                                               |
| 롯데그룹                                                 |
| 씨유소주                                                 |
| O2 리조트                                                |
| 디오스 세척기                                            |
| 스피드 마스터                                            |
| sutv 일본 후쿠오카 크루즈 여행                           |
| EBS 신사옥 건립 기념 특집 콘서트 <2017 풍류 그리고 한류> |
| 현대캐피탈                                               |

## 기타 사항
- 2009.06.27 보이스 인 애니 (쿡 티비) - 《블랙잭》 : 성우 양석정 인터뷰
- 2012.08.11 TV 비평 시청자 데스크 (KBS)해외 걸작 드라마 리벤지 우리말 더빙 현장
- 2013.06.27 《TEDxCAU 5th》 이벤트 <Behind the Scenes> : 성우 양석정 강연
- 2013.12.14 성우들의 수다《토크 콘서트》(제주시) - 사회
- 2014.04.04 ~ 2014.04.05 수원 SK 아트리움 개관기념 페스티벌 (수원시) <KBS 성우극장>
- 2014.07.27 ~ 엄마, 아빠와 함께하는《보디포엠》 (스포츠경향) - 시 낭송
- 2014.08.22 제15회《시와 음악이 있는 밤》 (수원시) : 시 낭송
- 2014.09.20 팀 달보드레 성우 이벤트《애담 덕담》
- 2015.12.10 2015년 《KBS 라디오 연기대상》 : 최우수 연기상
- 2015.12.17 《스타크래프트 II: 공허의 유산 프로토스》 : 성우 인터뷰
- 2016.12.09 ~ 2016.12.16 《더빙의 신 - 더빙 스타 소환 프로젝트》 (팟캐스트) : 성우 양석정 편
- 2017.02.01 《KBS 뉴스광장》 <문화광장 - '더빙 영화' 성우들의 소리 마법> : 홍시호, 양석정 인터뷰
- 2017.08.09 ~ 《그림책 따따따》 (팟캐스트)
- 2017.09.09 보이스북 성우 이벤트《온 스테이지 '아카이브'》
- 2018.01.11 ~ 2018.12.20 《리더스-시나리오 읽어주는 사람들의 시나리오 읽어주는 시간》 (팟캐스트)